# Sélinonte
Sélinonte ou Sélinous (grec Σελινοῦς, latin Selinus, italien Selinunte) est une ancienne cité grecque située sur la côte sud de la Sicile.
Aujourd'hui site archéologique, elle est désormais sur le territoire de la commune de Castelvetrano, province de Trapani, à l'ouest de l'embouchure du Belice. Sélinonte est traversée, à l'ouest par le fleuve Modione, l'antique Selinos, et à l'est par le Gorgo de Cottone.
Fondée au VIIe siècle av. J.-C. par des colons de Megara Hyblaea, la cité compte 30 000 habitants, à son apogée et jouit d'une influence commerciale et culturelle sur tout l'Ouest sicilien.

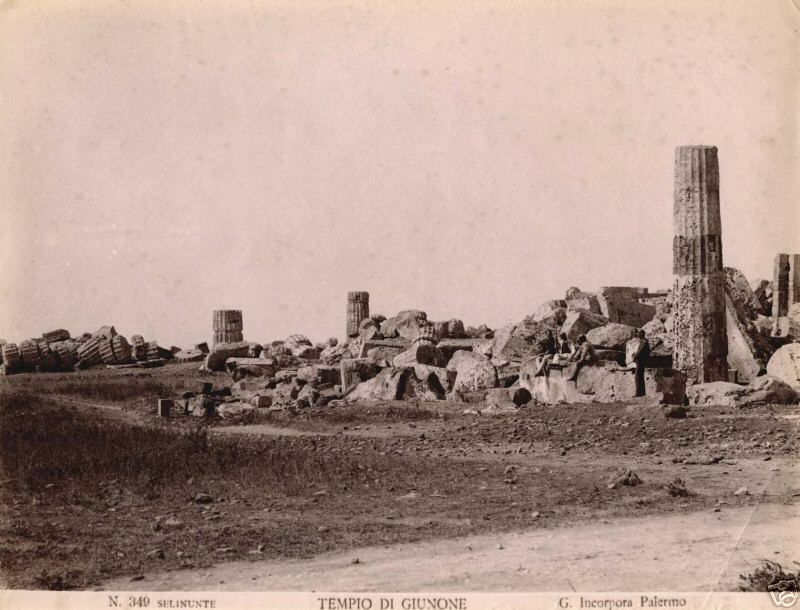
Temple G.
Photographie de Giuseppe Incorpora, ca. 1880.

## Étymologie

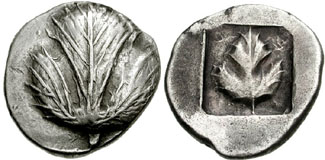
Didrachme de Sélinonte (ANS 685)

La cité doit son nom, assez courant dans le monde grec, au cours d'eau Sélinus, (l'actuel Modione), qui lui tire son nom de la plante selinon, sorte d'ache sauvage, plante médicinale qui poussait abondamment dans les environs et dont on couronnait les vainqueurs dans les jeux isthmiques et néméens. L'ache était également le symbole de la ville, frappé sur les monnaies d'époque,.

## Histoire

### Fondation

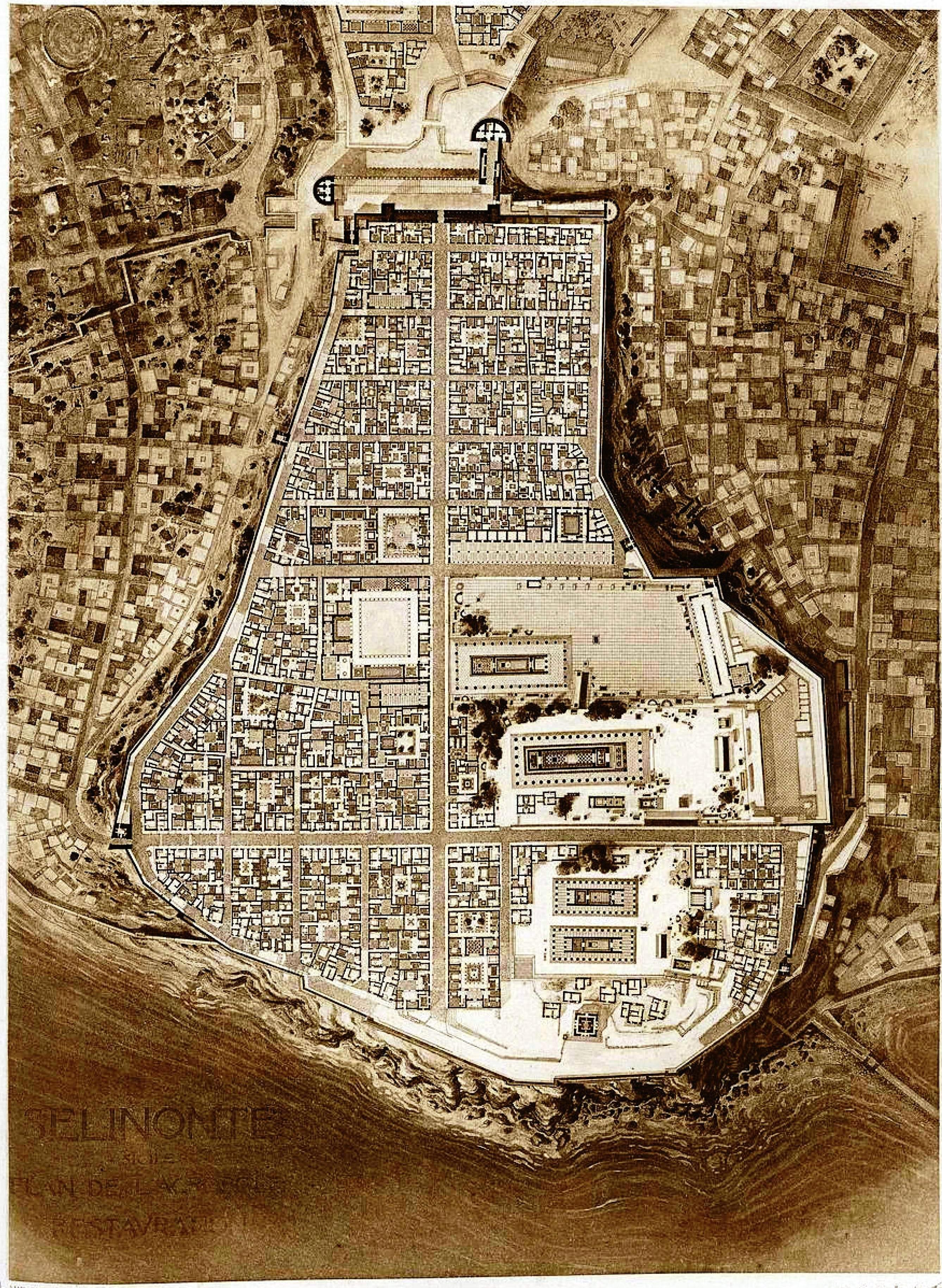
Plan de la cité antique de Sélinonte, par Gustave Fougères (1863-1927).

La date de la fondation de Sélinonte fait l'objet de débats : les sources littéraires antiques donnant -628/-627 selon Thucydide, ou -651 selon Diodore de Sicile. Des spécialistes, comme Lorena Jannelli, favorisent la date donnée par Diodore, tandis que d'autres, comme Roland Martin, préfèrent celle fournie par Thucydide. Les découvertes archéologiques ne permettent pas de trancher entre ces deux dates mais la fondation de la cité doit se situer entre les deux, à moins qu'il n'y ait eu deux temps dans la colonisation et que la seconde date corresponde à la reconnaissance officielle de Sélinonte par sa mère patrie.
La cité fut fondée principalement par des colons Mégariens de Megara Hyblaea, ce qui rejoint les récits antiques selon lesquels elle fut fondée sous l'impulsion de Pammilos (ou Pamillos), un Dorien de Megara Hyblaea,. Les recherches permettent aujourd'hui d'affirmer que des Corinthiens et des Mégariens de la cité mère de Mégare (Megara Nisea) participèrent également à sa fondation.
La colonie prospère au cours du VIe siècle av. J.-C. et élève de majestueux temples sur ses deux acropoles. L'habitat croît également. Une muraille (cinta muraria) de 1200 mètres de long, percée de 3 portes et flanquée de 5 tours est élevée autour de l'acropole au VIe siècle av. J.-C.. Elle est réparée en -408 sous l'égide d'Hermocrate puis sous la domination carthaginoise et jusqu'aux invasions arabes.
Au milieu du VIe siècle av. J.-C., comme dans d'autres colonies siciliennes, le gouvernement oligarchique est remplacé par un tyran : Théron, fils Milziade, qui prend le pouvoir en armant 300 esclaves de la cité. Lui succède Peithagoras puis Euryléon, assassiné près de l’autel de Zeus Agoraios. Le siècle suivant est également très prospère et la cité attire une population cosmopolite : grecque, sicule, italo-étrusque, sémitique...
La colonie existe pendant quatre siècles : elle est connue pour son sol fertile permettant une ample production de blé. Les grands temples encore visibles aujourd'hui datent de cette époque.

### Situation géographique
Implantée à l'ouest de la côte méridionale de la Sicile, dans le golfe compris entre le Capo San Marco et le Capo Granitola, Sélinonte se situe le long des routes maritimes que les Phéniciens fréquentent depuis longtemps. Elle est aussi installée dans la zone la plus proche des Phéniciens alors présents en Sicile. Ces deux atouts rendent possibles des contacts et des échanges commerciaux fructueux. Pour ces raisons, mais aussi parce que Megara Hyblaea, la cité mère, ne peut s'étendre ni au nord (où sont implantés les Chalcidiens de Catane, Léontinoi et Naxos), ni au sud (où sont présents les Corinthiens de Syracuse), ce site est choisi pour fonder la colonie.
La cité possédait deux ports, à l'embouchure du Sélinos et au débouché sur la mer de Gorgo Cotone, aujourd’hui ensablés. De faible qualité, la rade d’Héracléa Minoa et l’embouchure du Mazaro leur étaient préférés.

### Sphère d'influence, culture et apogée
La sphère d'influence de Sélinonte s'étend en amont de la vallée du Belice (anciennement l'Hypsas), notamment à Entella. Sélinonte propage ses cultes et son alphabet jusque dans cette vallée. Si l'histoire est parsemée de relations conflictuelles entre Sélinonte et sa rivale élyme Ségeste, les deux villes entretiennent des relations commerciales privilégiées ; Sélinonte offre un apport culturel grec à cette dernière, qui devient profondément hellénisée. À titre d'exemple, on trouve à Ségeste de l'architecture grecque comme l'atteste son temple dorique, de la vaisselle attique, ainsi que des monnaies d'inspiration grecques. Plus encore, l'alphabet de Ségeste est directement influencé par celui de Sélinonte. Les querelles entre les deux villes sont souvent le fait de disputes familiales nées de mariages mixtes qui tournent mal ; les mariages mixtes sont explicitement autorisés dans un traité d'épigamie,.
Outre ses contacts avec les Élymes, Sélinonte, en raison de sa position frontalière occidentale du monde grec, entretient des relations avec le monde phénicien, notamment la cité de Motyé. Ces liens tissés avec différentes cultures permettent à Sélinonte de développer un éclectisme stylistique unique en Sicile.
La cité compte entre 30 000, et 80 000 habitants à son apogée.
Sélinonte fonde sa propre colonie en -570, Héracléa Minoa,,. Cette dernière sert d'avant-poste, avant de passer sous contrôle carthaginois en -405.

### Relations avec Carthage et destruction
En conflit territorial avec les Élymes, Sélinonte affronte Ségeste dès -580. La cité participe aux tentatives de colonisation grecque de l'ouest punique avec Pentathlos vers -580 et Dorieus vers -510 mais tient une position ambivalente vis-à-vis de Carthage. Après Rhêgion et Himère, à la suite de la destruction de Megara Hyblaea par Gélon, et probablement en réaction aux volontés hégémoniques de Syracuse et des prétentions territoriales d'Agrigente, Sélinonte s'allie à Carthage en -483 puis lors de la première guerre gréco-punique qui les oppose aux Grecs. À la suite de la défaite de Carthage, elle accueille le fils du général vaincu Hamilcar, mais change sa politique et s'allie aux cités grecques avec pour objectif de faire de l'ombre à sa rivale Ségeste.
À la suite des conflits récurrents, Ségeste fait alors appel à Athènes et Carthage pour assurer sa défense. En -415 les Athéniens lancent l'expédition de Sicile qui se termine en -413. En -409 c'est au tour des Carthaginois de débarquer ; la ville est détruite après un siège de neuf jours par les troupes d'Hannibal de Giscon, comme le rapporte Diodore de Sicile ; elle subit alors la perte de 16 000 hommes et de 5 000 prisonniers, auxquels il faut rajouter 2 600 réfugiés qui émigrent vers Agrigente. Le monnayage disparaît. Elle est reconstruite en -408 par des Grecs et des Carthaginois, notamment par le Syracusain Hermocratès. Ce dernier restaure à ses frais, et de façon hâtive, une partie des fortifications de l'acropole et fait construire les deux bastions de la porte nord qui viennent remplacer des tours. En outre, la majorité de la population déserte l'acropole pour se concentrer dans les quartiers extérieurs. La ville reste cependant sous le contrôle de Carthage et doit lui payer un tribut. Les survivants grecs ne peuvent revenir qu'en -405, à la suite d'un traité de paix signé par Denys de Syracuse (431-367) qui, profitant des troubles occasionnés par la conquête punique, prend le pouvoir à Syracuse.
Sélinonte connait un nouvel essor et renaît sous des traits carthaginois vers -320, et sert de point d'appui aux troupes puniques dans leur conquête de la Sicile.
En -241, les habitants la rasent entièrement pour éviter qu'elle ne tombe dans les mains de l'armée romaine, qui vient de remporter la première guerre punique. Les habitants partent vers Lilybée.

### Redécouverte et sauvegarde
Le site est partiellement occupé durant l'époque romaine et byzantine et au début du Moyen-Âge, mais il ne retrouve plus son faste d'antan. Un tremblement de terre finit de détruire les restes de la cité antique qui est oubliée jusqu'à sa redécouverte en 1551 par le moine dominicain Tommaso Fazello. Un décret de Ferdinand Ier (roi des Deux-Siciles) en 1779 interdit aux Siciliens d'utiliser les ruines comme carrière de pierres.
Les archéologues se relaient à partir de 1809 avec le consul britannique et archéologue Robert Fagan. À cette époque, une seule colonne, communément appelée Fusu  dila  Vecchia, était debout dans le Temple G. Se succèdent les archéologues britanniques William Harris et Samuel Angell (1822-1823) qui exhument les métopes du temple C, les allemands Ludwig von Zanth et Jacques Hittorff (1824) qui fouillent le temple B, et l'italien Domenico Antonio Lo Faso Pietrasanta (1831),. Le site est désensablé par Valerio Villareale et Francesco Saverio Cavallari, lequel, devenu directeur des Antiquités siciliennes, lance de nouvelles fouilles qui amènent à la découverte de la nécropole de Manicalunga (1874). Giuseppe Patricolo (1888) et Antonino Salinas (1893) explorent le sanctuaire de Malophoros. Jean Hulot publie en 1910 ses relevés et reconstitutions graphiques de la cité antique. Ettore Gabrici (1915-1926) élargit les fouilles à l'est de l'acropole. Antonino Di Vita et Jole Bovio Marconi les poursuivent après la Seconde Guerre mondiale.
Alors que le site gagne en notoriété et que le tourisme croit, les tombaroli et la mafia pillent les vestiges au XXe siècle. Sous l'impulsion de l'archéologue Vincenzo Tusa, un parc archéologique est créé dans les années 1980, en expropriant 80 propriétaires. Un aménagement paysagiste est réalisé par Franco Minissi et Pietro Porcinai, secondés par Matteo Arena, notamment par la création de dunes artificielles, formant une barrière physique et visuelle pour l'extérieur. Malgré de nombreuses contestations et la démission de Minissi et Porcinai après sa suspension, le projet est mené à son terme après modifications substantielles.

## Description du site archéologique
Le site compte 10 temples ou sanctuaires et peut être divisé en grandes zones :
- L'acropole (5 temples et un mégaron), entre la vallée du Gorgo Cotone et le Modione (anciennement Sélinos), qui finit en falaise dans la mer trente mètres au-dessous ;
- La colline orientale (3 temples, une nécropole et un musée), ou colline de Marinella, entre le Gorgo Cotone et le Belice (anciennement Hypsas) ;
- Le plateau de Manuzza (la cité antique et une nécropole), au nord de l'acropole ;
- La colline de Gaggera (sanctuaire Demeter Malophoros[5], sanctuaire de Zeus Meilichios[5], le temple M[40], une nécropole et un musée), à l'ouest du Modione[6].

Lors des premières fouilles archéologiques, des lettres ont été attribuées aux temples pour les identifier, en l'absence de certitude sur les dieux auxquels ils étaient dédiés. Une inscription du temple G indique neuf dieux célébrés par les Sélinontins comme protecteurs : Zeus, Phobos, Héraclès, Apollon, Poséidon, les Tyndarides, Athéna, Déméter Malophoros et Perséphone Pasicrateia. Mais d'autres dieux étaient également vénérés à Sélinonte.
Les fouilles archéologiques sont réalisées par des équipes de différents pays notamment d'Italie, de France, des États-Unis, ainsi que l'Institut archéologique allemand.

### L'acropole et les temples A, B, C, D, O, Y
L'acropole, sur la colline occidentale, est structurée par des terrassements et fortifications du IVe siècle av. J.-C. surplombés par de nombreux temples : A, B, C, D, O, Y.

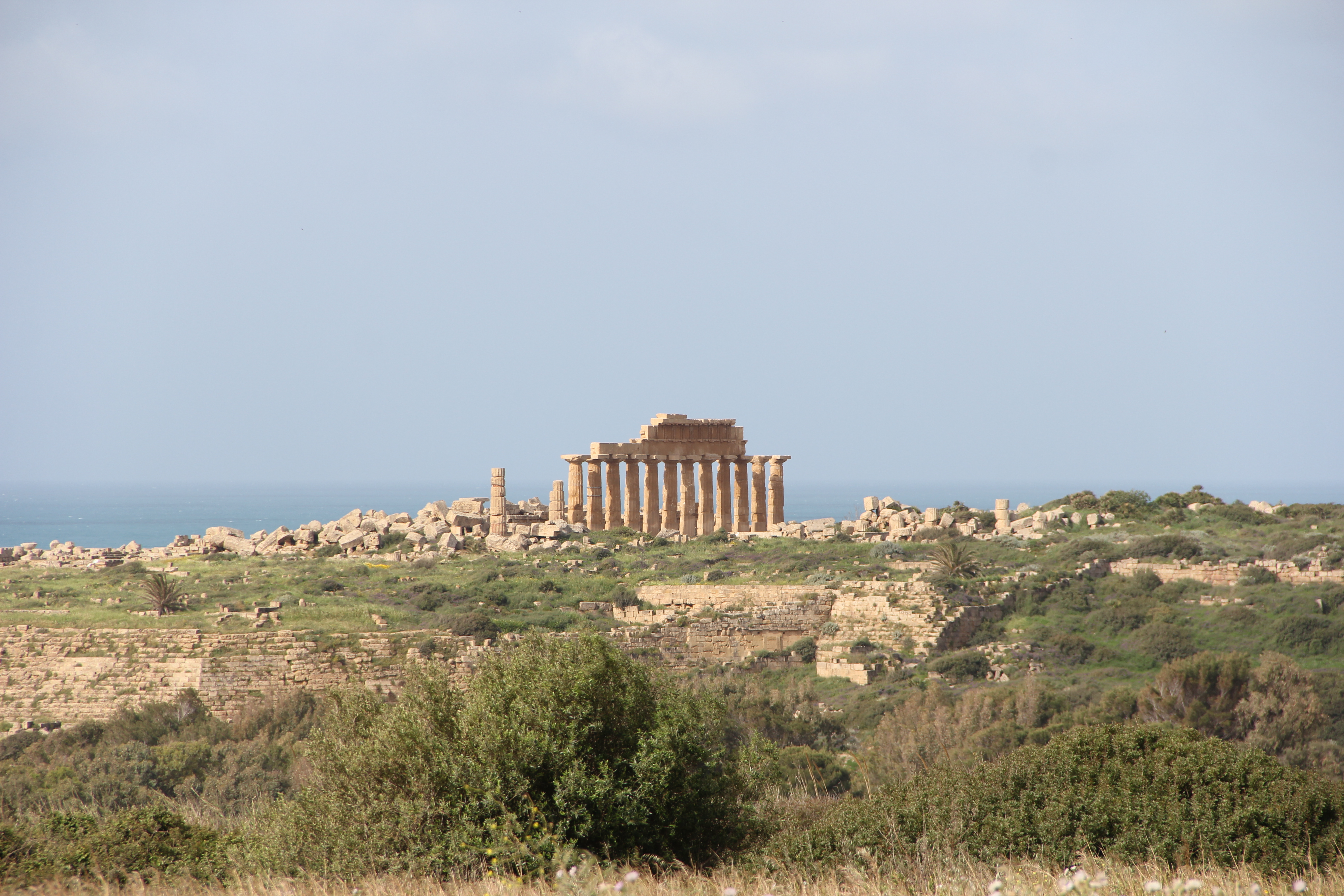
Vue de l'acropole de Sélinonte, avec les colonnes du temple C.

#### Temple A

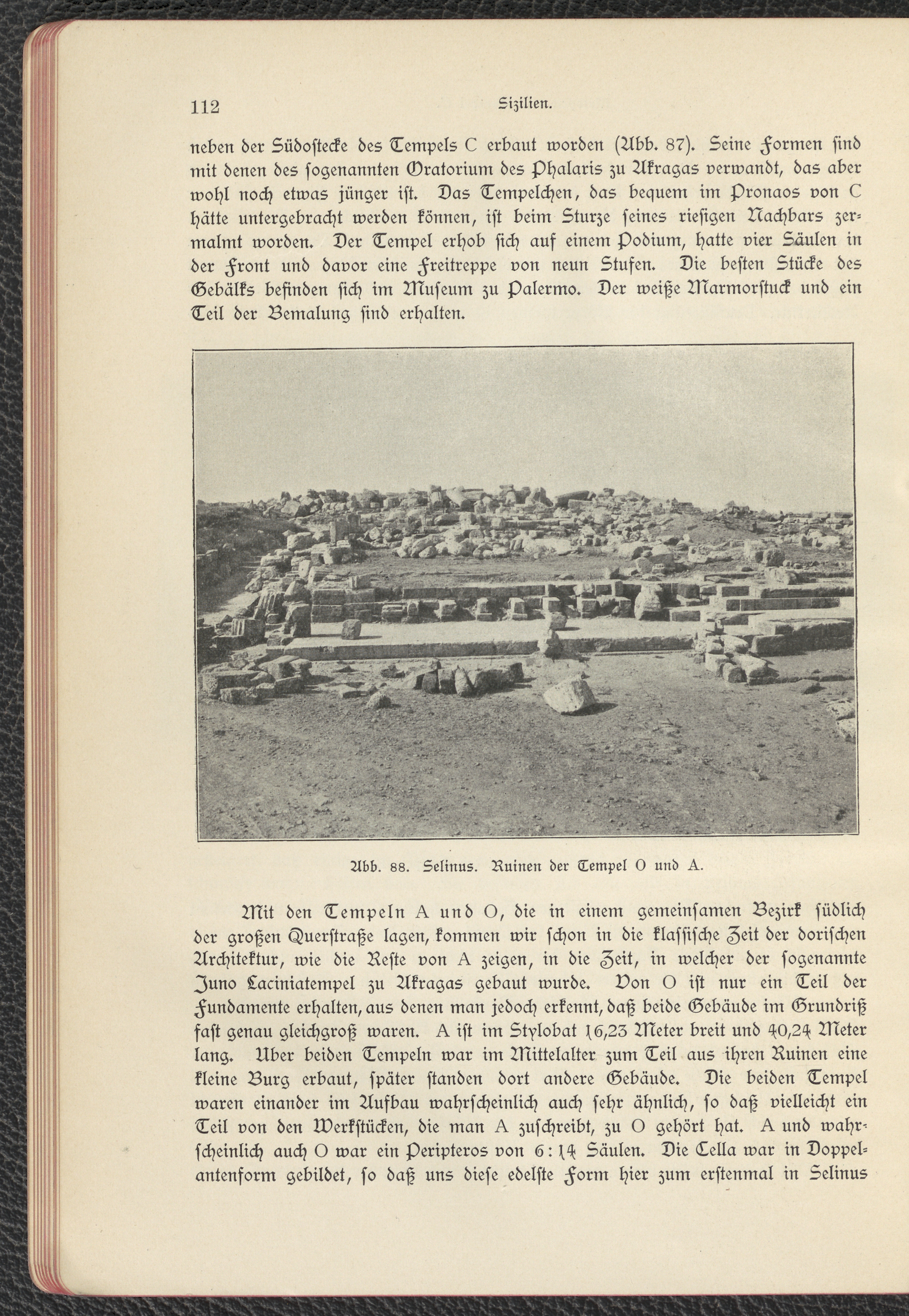
Vestiges des temples O et A, après les fouilles du début du XXe s. Max Georg Zimmermann, Silizien. 1, Die Griechenstädte und die Städte der Elymer, Leipzig, 1904.

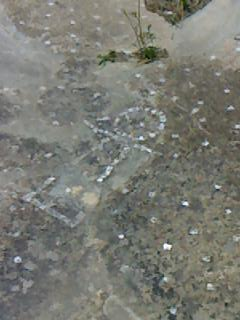
Le signe de Tanit, sur le pavement du temple A.

Le temple A fut construit entre -490 et -480 ou -460. De petite taille, soit 16,23 m sur 40,24 m, un socle à degrés, une crépis surmontée d'un stylobate, lui sert de base. Six colonnes sur quatorze sont disposées selon un rapport canonique.
L'édifice était surmonté d'un sima sculpté dans le marbre grec. Deux escaliers hélicoïdaux, les plus anciens de l'histoire de l'architecture, ont été retrouvés sur le mur d'entrée du naos pour desservir le toit. Le pavement comportait des symboles comme la caducée (attribut du dieu Hermès) ou le signe de Tanit (de la déesse punique Tanit) servant à accroître le pouvoir des divinités. Károly Kerényi propose une dédicace à Léto.

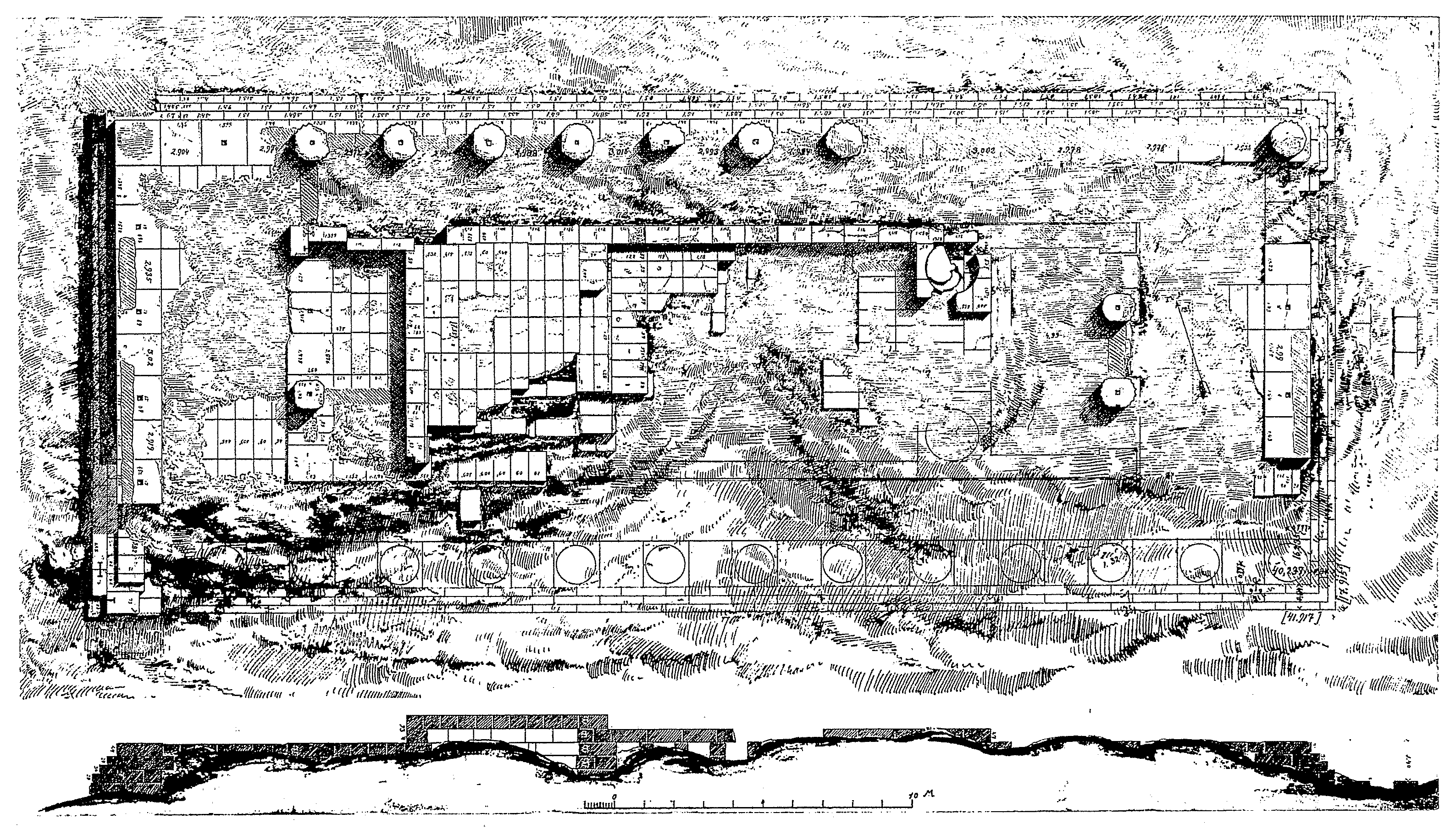
Plan du temple A, par Robert Koldewey, 1899.
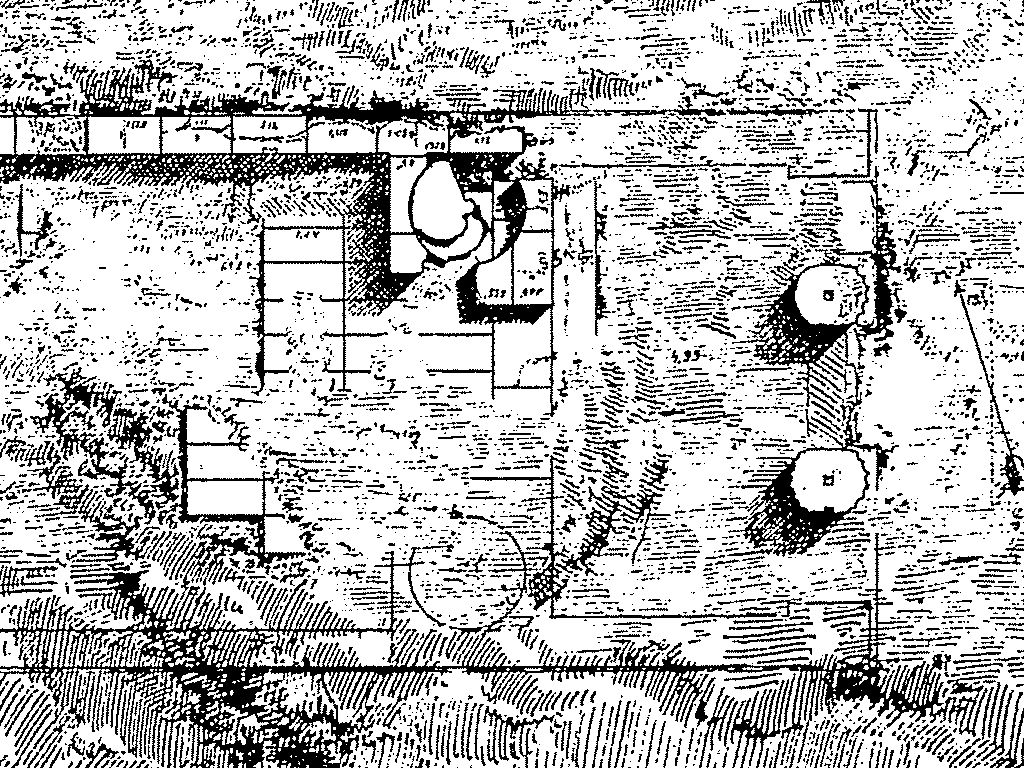
Plan détaillé de la partie est du temple A, avec l'escalier à vis, par Robert Koldewey, 1899.

Le temple A est adjacent au temple O.

#### Temple O
Le temple O, semblable au temple A, fut construit à la même époque mais il n'en subsiste que les fondations.
Le temple O , dont il ne reste que quelques vestiges : la base, quelques tambours et l’autel, fut construit entre 490 et 460 av. J.-C. Sa structure est presque identique à celle du temple A, et similaire à celle du temple E de la colline orientale. Il possède un péristyle (L. 40,20 m ; l. 16,20 m) de 6 x 14 colonnes (h. 6,23 m). L’intérieur est caractérisé par un pronaos in antis, une cella avec un adyton et un opisthodome in antis séparé de la cella ; la cella était une marche plus haut que le pronaos, et l’adyton une marche plus haut que la cella.
Selon Moscati, le temple O était dédié à Poséidon, plutôt qu’à Athéna ; selon Lévêque, il était peut-être dédié au culte d'Artémis.

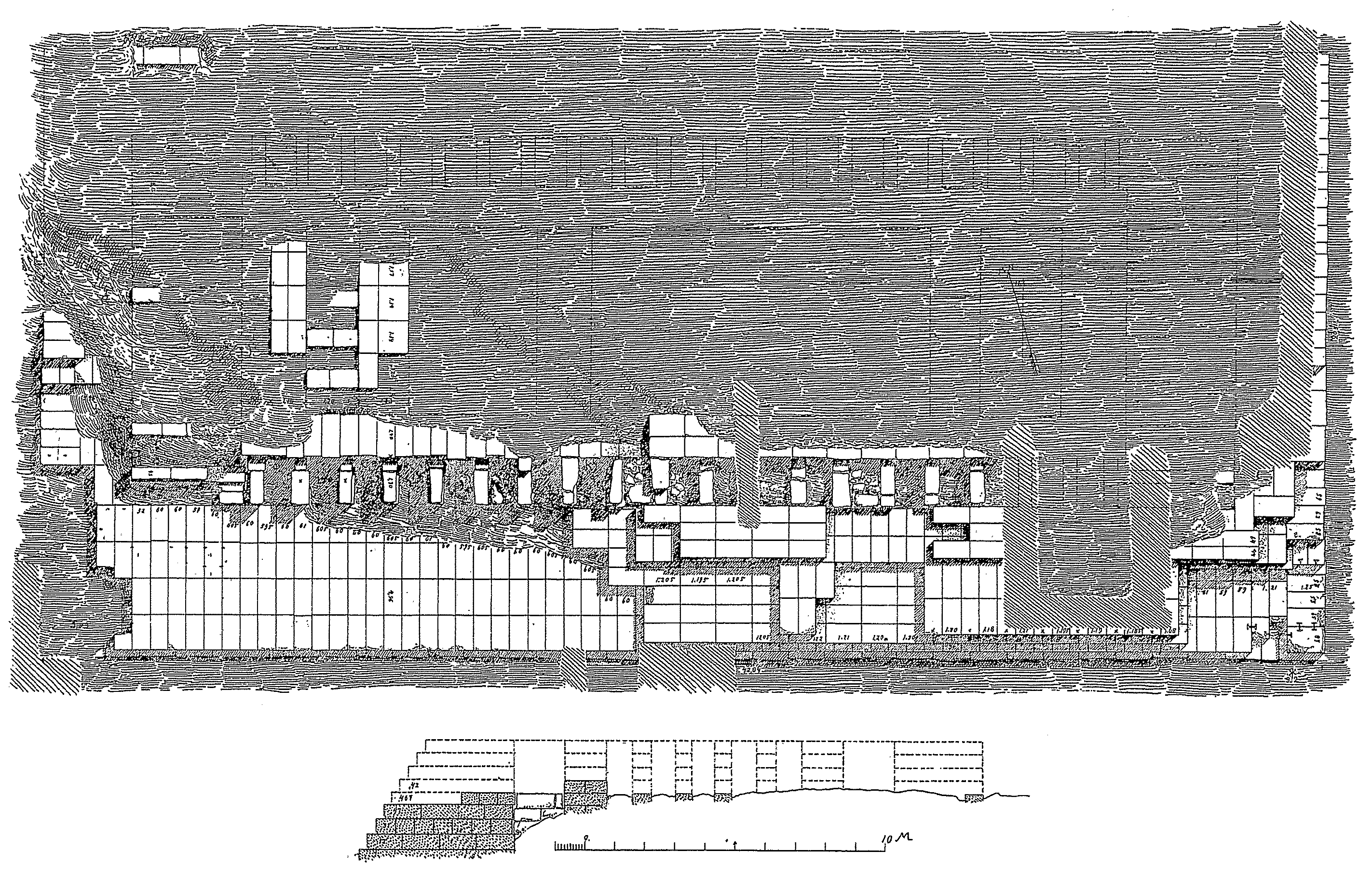
Plan du temple O, par Robert Koldewey, 1889.

#### Temple B

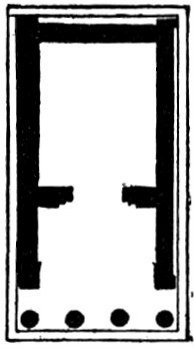
Plan du temple B, tétrastyle.

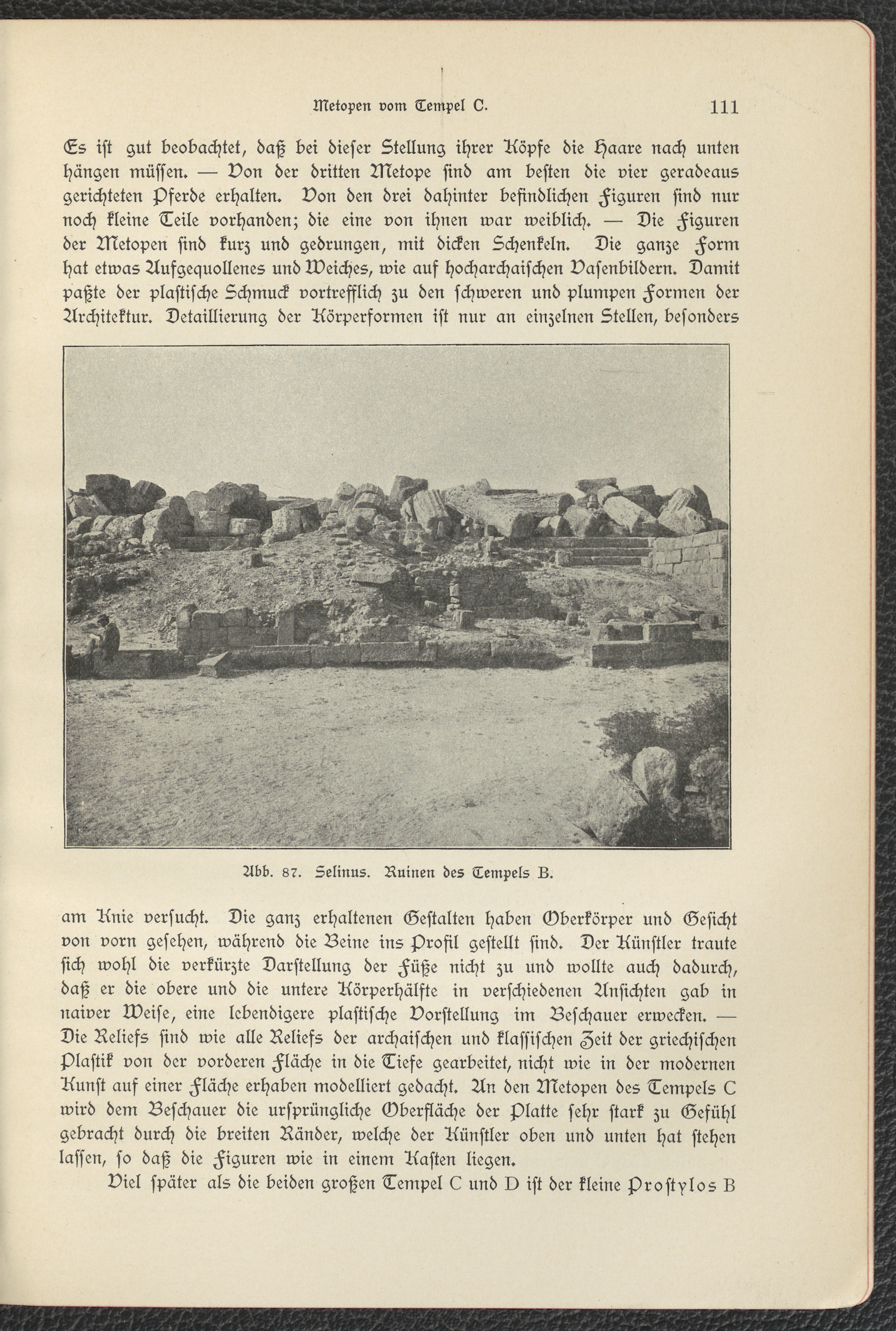
Vestiges du temple B, après les fouilles du début du XXe s. Max Georg Zimmermann, Silizien. 1, Die Griechenstädte und die Städte der Elymer, Leipzig, 1904.

Le temple B, daté du -IVe siècle, ou peut-être jusque vers -250, il est de type prostyle tétrastyle avec pronaos et naos. Mêlant les styles dorique et ionique, il est sans doute le seul temple de l'époque hellénistique. Probablement dédié à Asclépios et improprement nommé temple d'Empédocle, philosophe et ingénieur d'Agrigente qui a dirigé des opérations de drainage hydraulique les marécages environnants, sauvant ainsi la région d'une épidémie de malaria.
Ce temple B hellénistique est de petite taille (8,40 m de long ; 4,60 m de large) et en mauvais état. Il était composé d'un édicule prostyle à quatre colonnes auquel on accédait par un escalier de neuf marches, avec un pronaos et une cella. En 1824, il présentait encore des traces évidentes de polychromie.
Si l'on admet qu'il a été construit vers 250 av. J.-C., peu avant l'évacuation définitive de Sélinonte, il est le seul édifice religieux témoignant de la modeste renaissance de la ville après sa destruction. Sa fonction reste obscure : aujourd'hui, on ne le voit plus comme un hérôon (siège du culte héroïque) d'Empédocle, hypothèse désormais peu soutenable compte tenu de la chronologie de l'édifice : on pense plutôt à un culte punique fortement hellénisé, comme ceux de Déméter ou d'Asclépios-Eshmun.

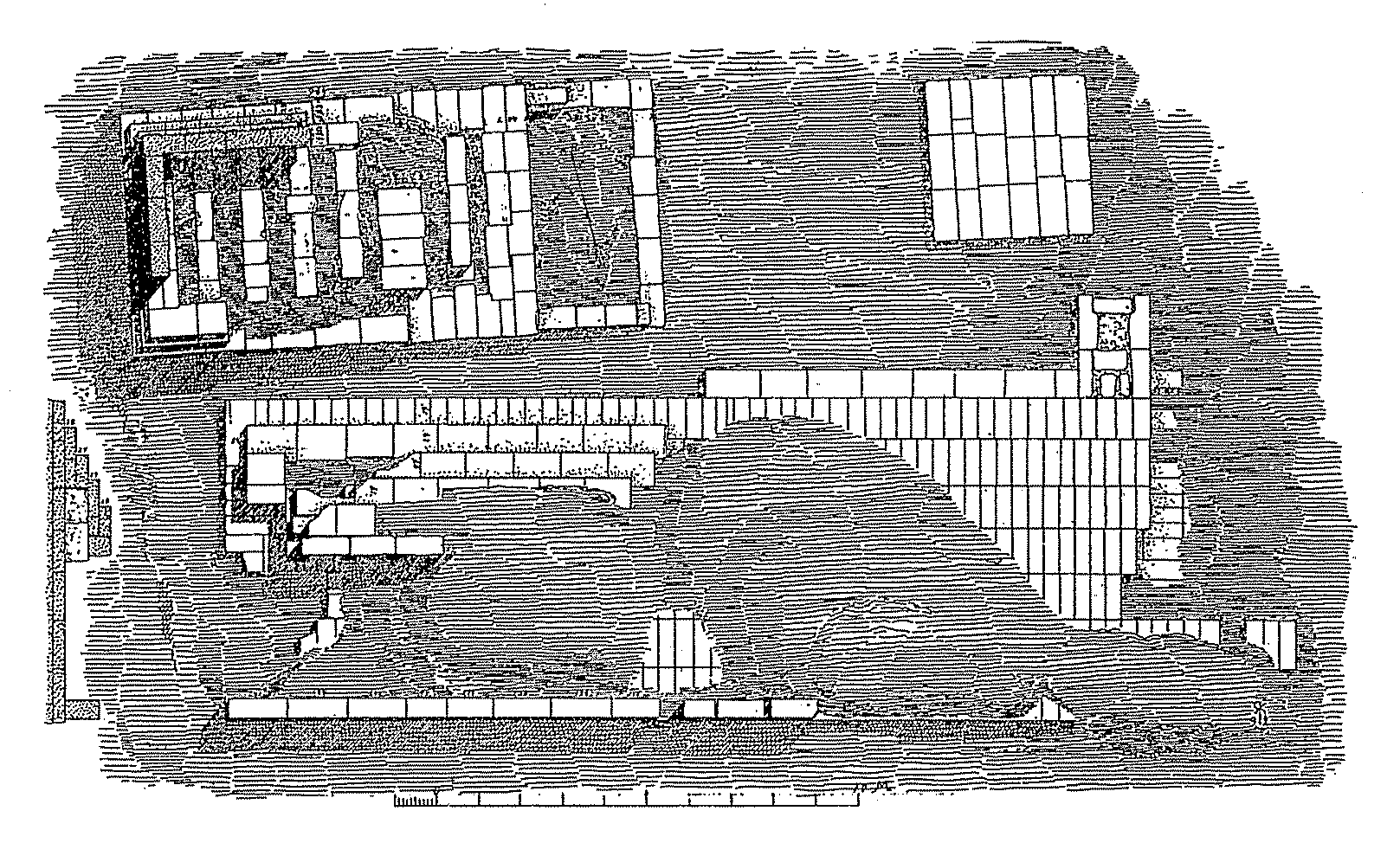
Plan du temple B. Koldewey, 1899.
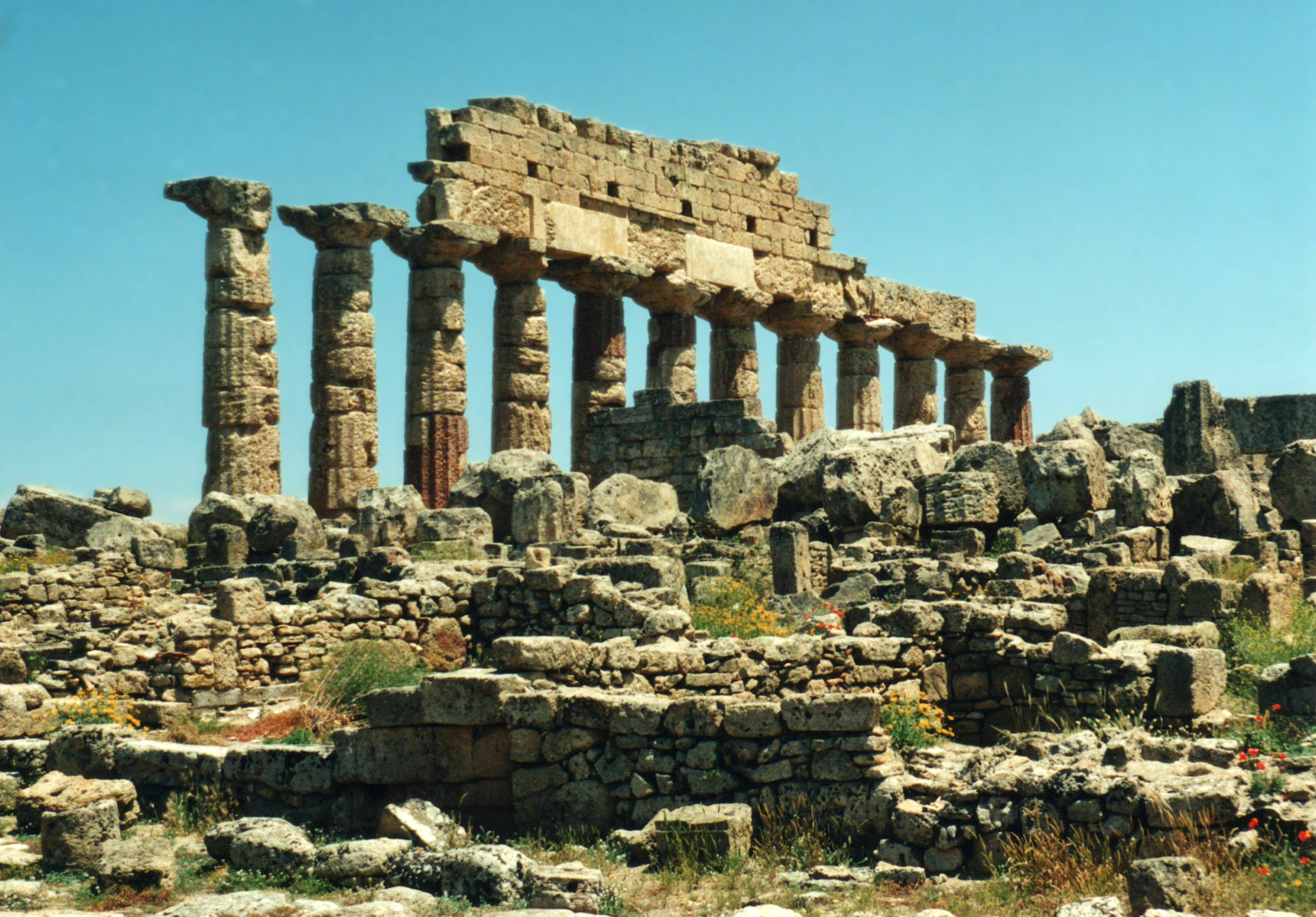
Vestiges des temples A, B et C.
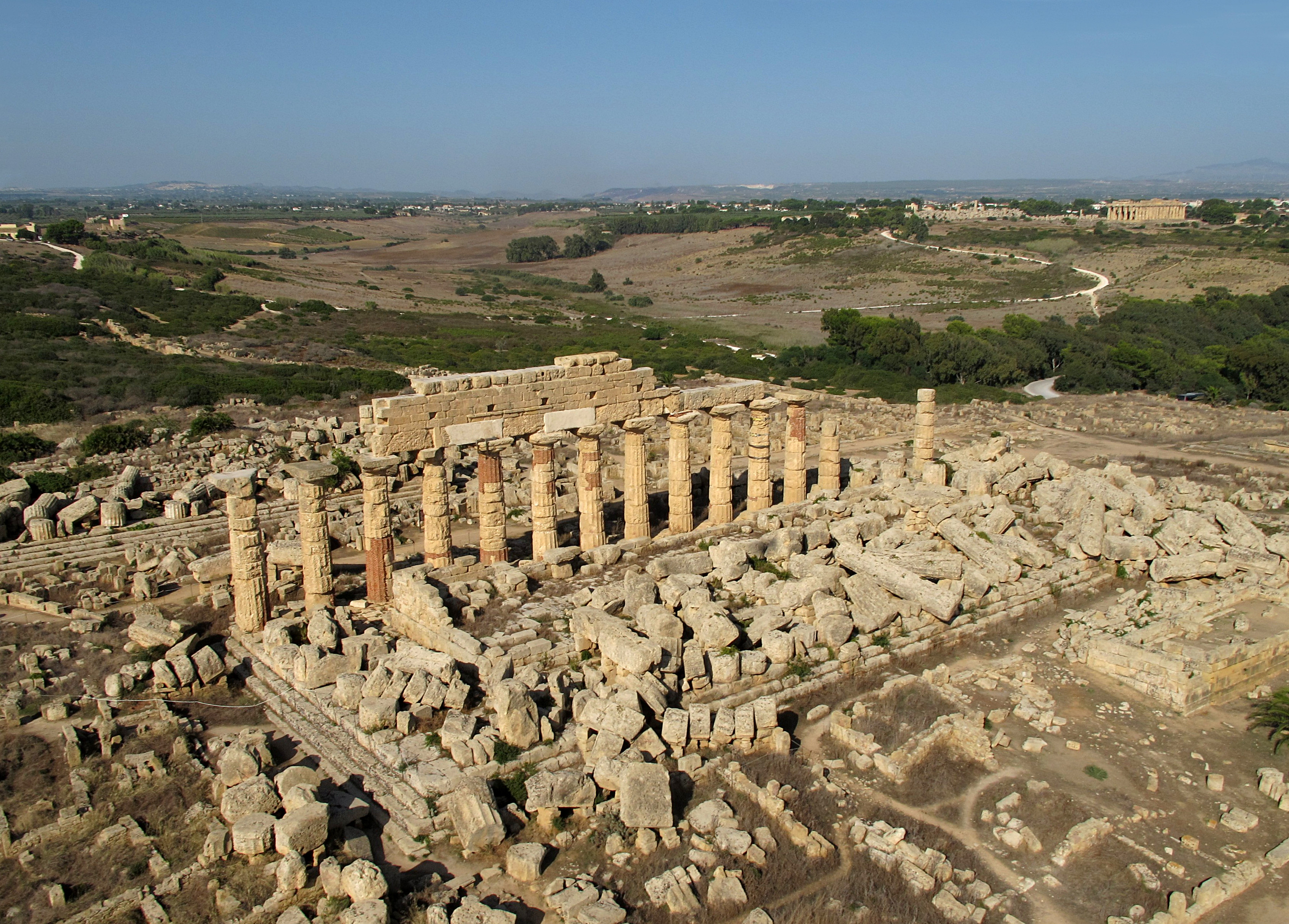
Vue aérienne du temple C et environnement.

#### Temple C

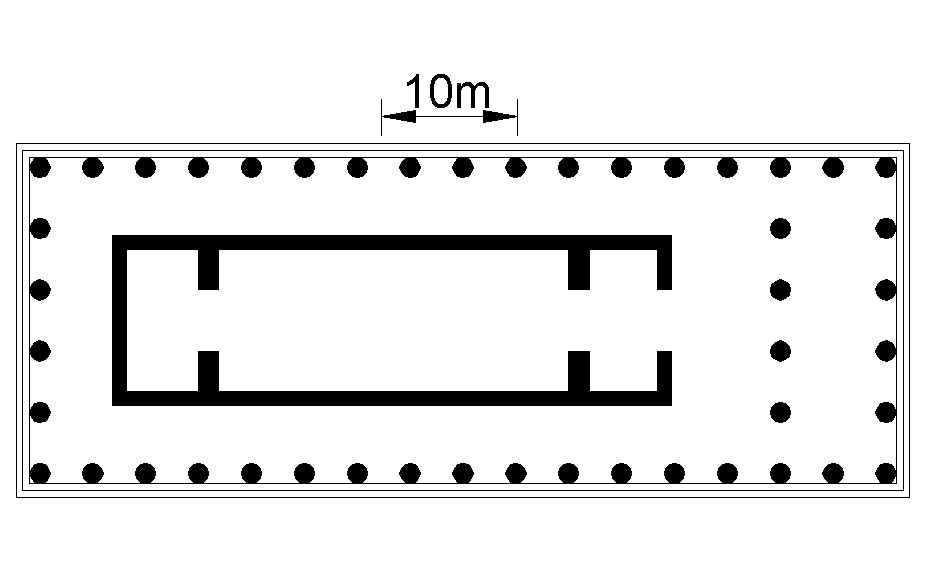
Plan du temple C.

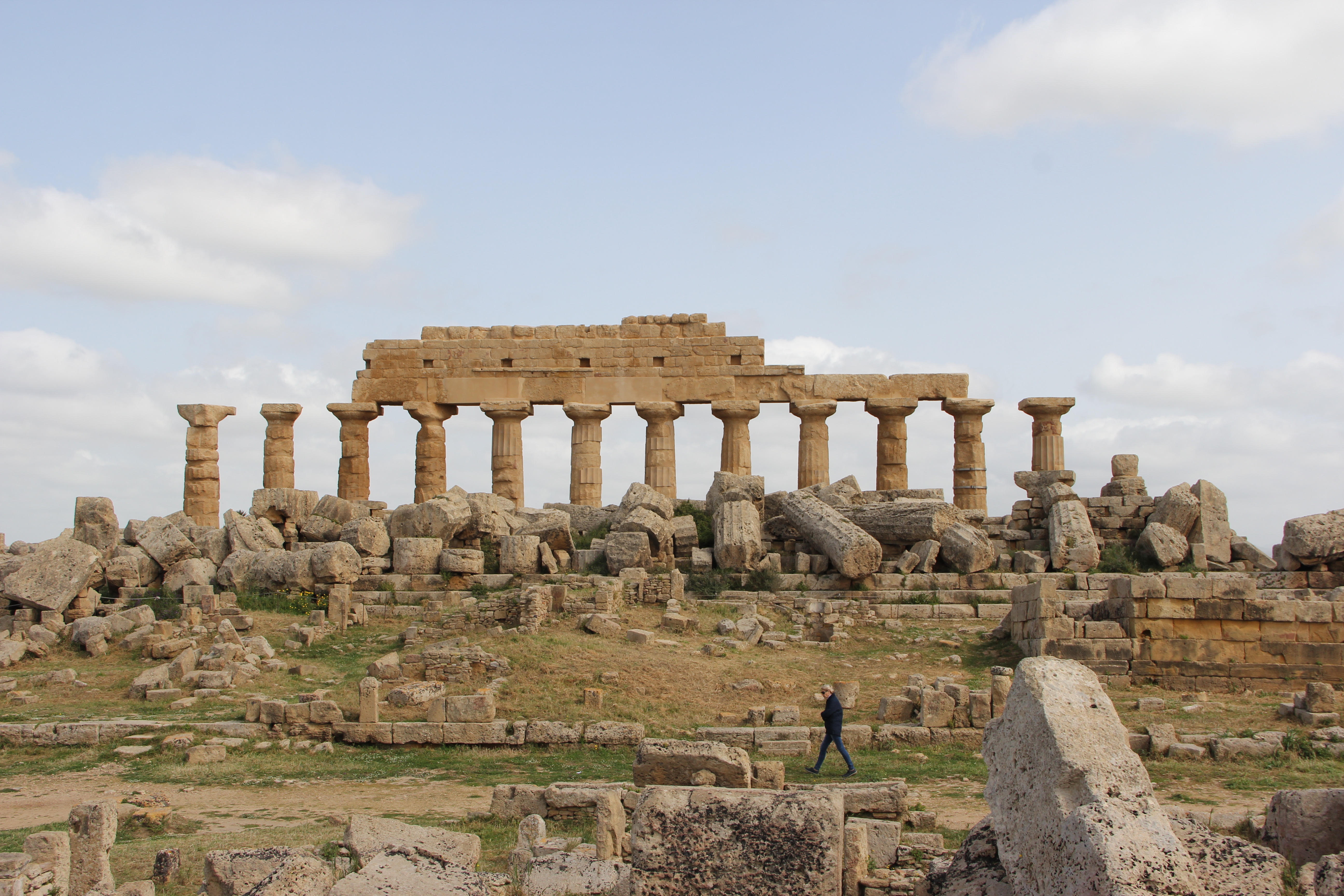
Le temple C, partiellement anastylosé.

Le temple C, bâti aux environs de -580/-550, peut-être sur un petit temple préarchaïque, est le plus grand (24 × 64 m) et le plus ancien temple périptère de l'acropole. Il était dédié à Apollon, ou à Héraclès. Il présentait six colonnes en largeur et 17 en longueur, non galbées, beaucoup plus rapprochées entre elles sur les grands côtés que sur les petits, avec une double colonnade sur la façade est. Une partie a été restaurée en 1925-1926, par l'anastylose de 14 colonnes latérales et d'une partie de l'architrave. Il comprend pronaos, naos et adyton.
Les dix métopes d'origine ont été sculptées dans un tuf calcaire différent de celui du reste du temple, et les corps féminins ont réalisés en marbre de Páros ou d'Éphèse. Ces métopes étaient peintes et ornées de bronze doré,. Trois d'entre elles, en tuf blanc de Menfi, sont exposées au Musée archéologique régional Antonino-Salinas de Palerme : 
- La décapitation de Méduse par Persée[51], vêtu des talaria (sandales ailées) et du pétase (chapeau de feutre rond) d'Hermès[49].
- Hélios sur son quadrige[52],[51], ou le quadrige de Léto et ses deux enfants, Apollon et Artémis[6].
- Héraclès nu portant les Cercopes[49],[51].

Le mégaron à proximité du temple C a pu servir au stockage des offrandes.

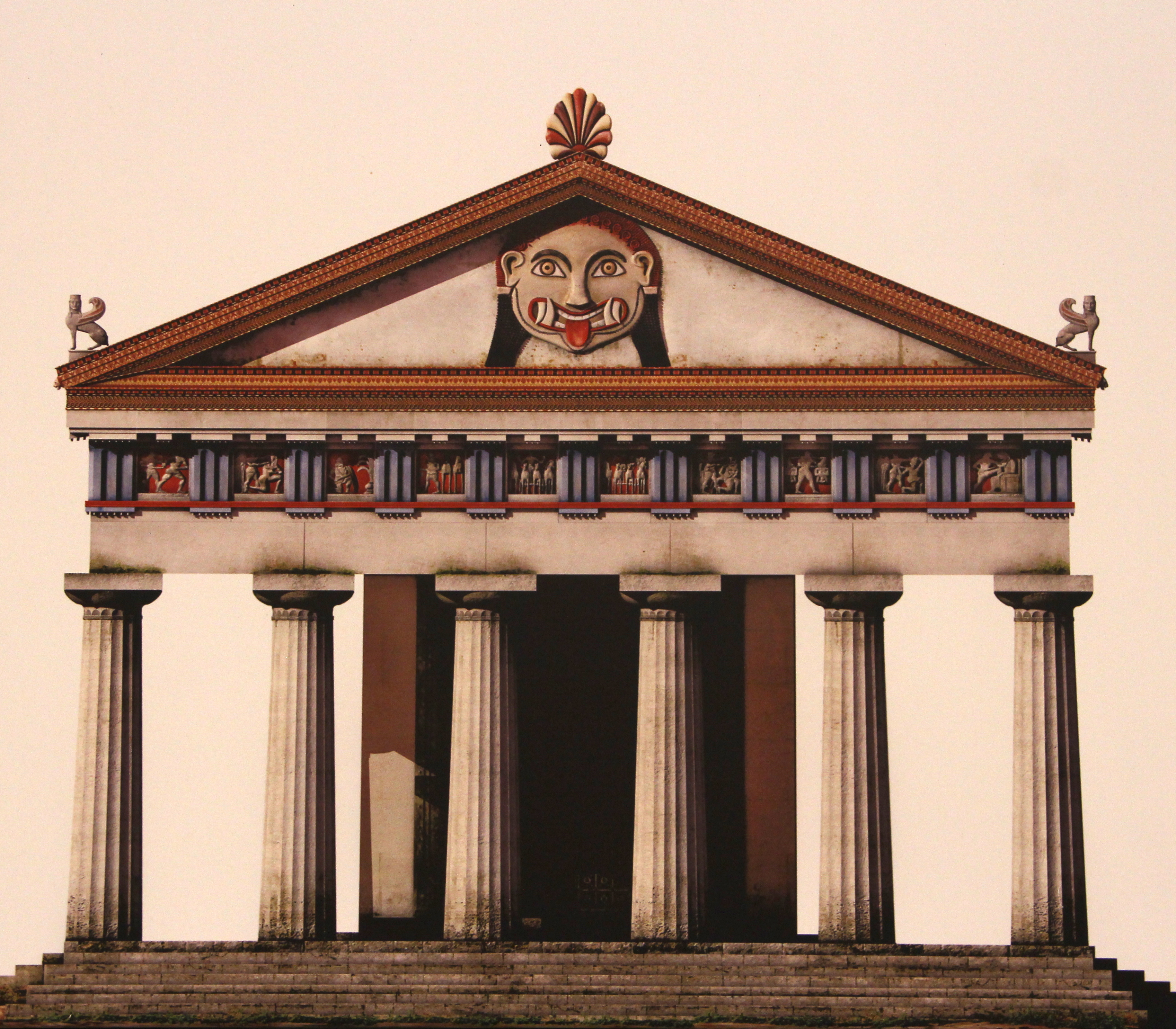
Restitution de la Gorgone ornant le fronton du temple C.
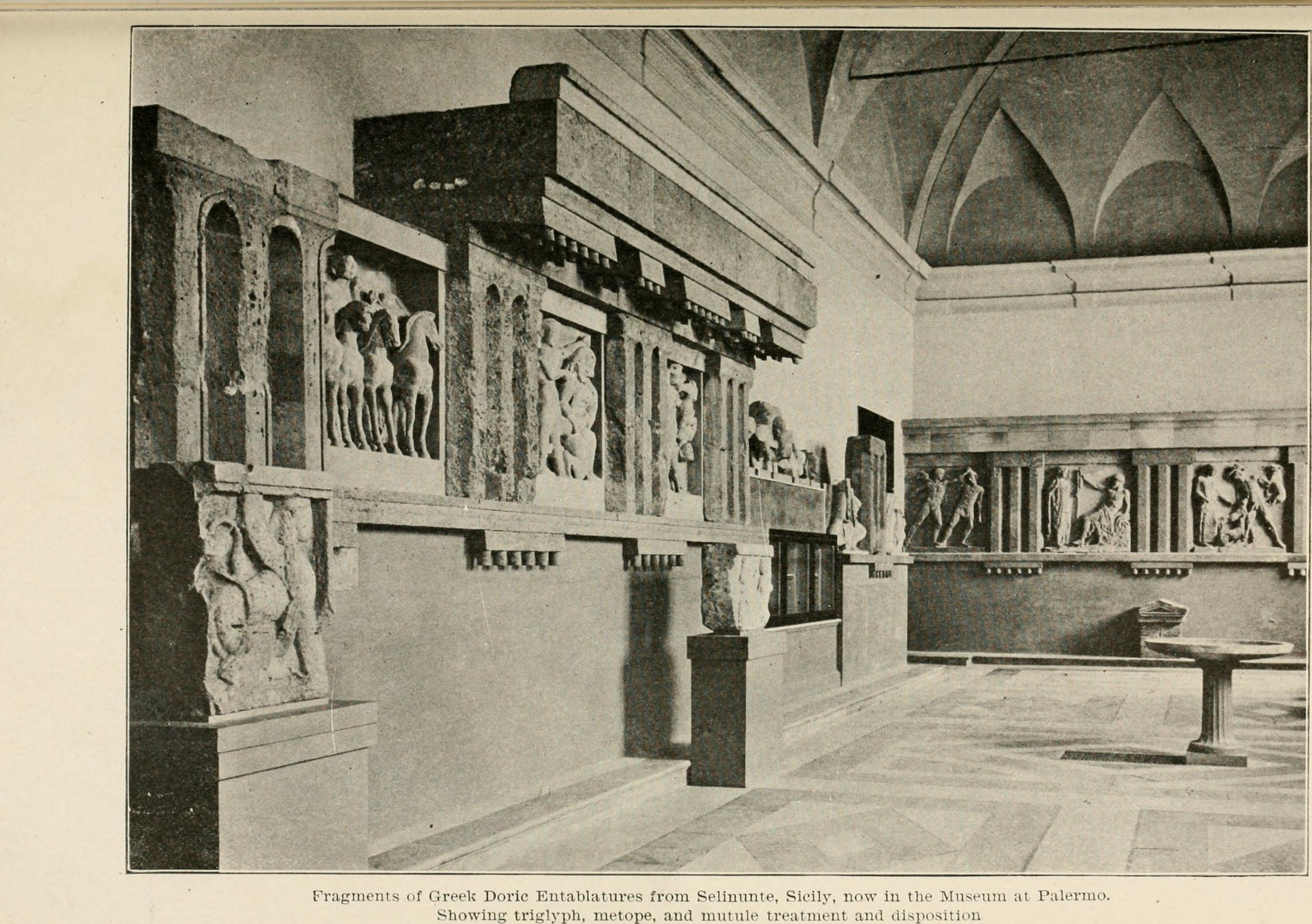
Fragments de métopes et triglyphes doriques. Musée archéologique de Palerme, 1912.
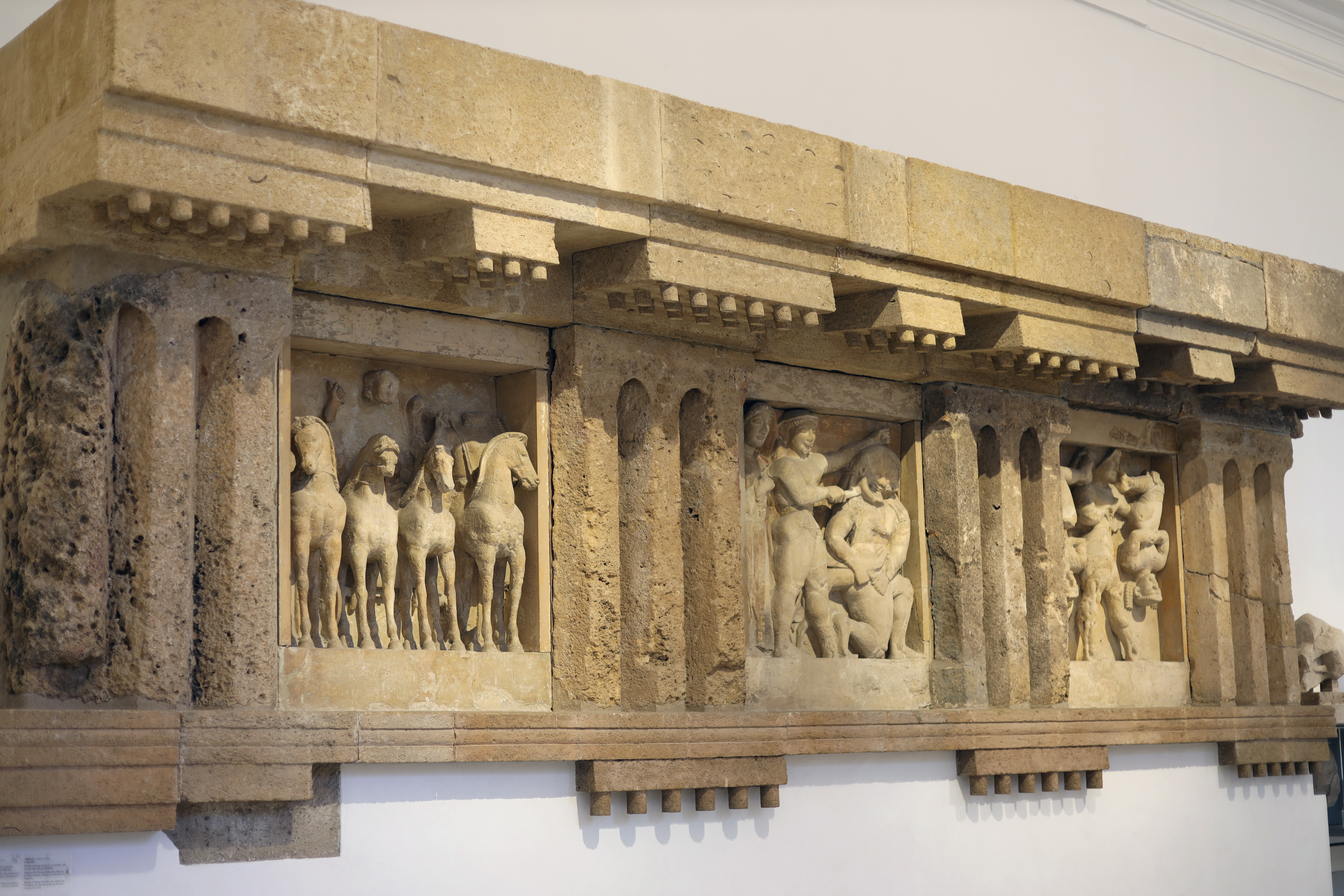
Métopes et triglyphes du temple C. Musée régional archéologique de Palerme, 2004. Apollon, Persée, Héraclès.
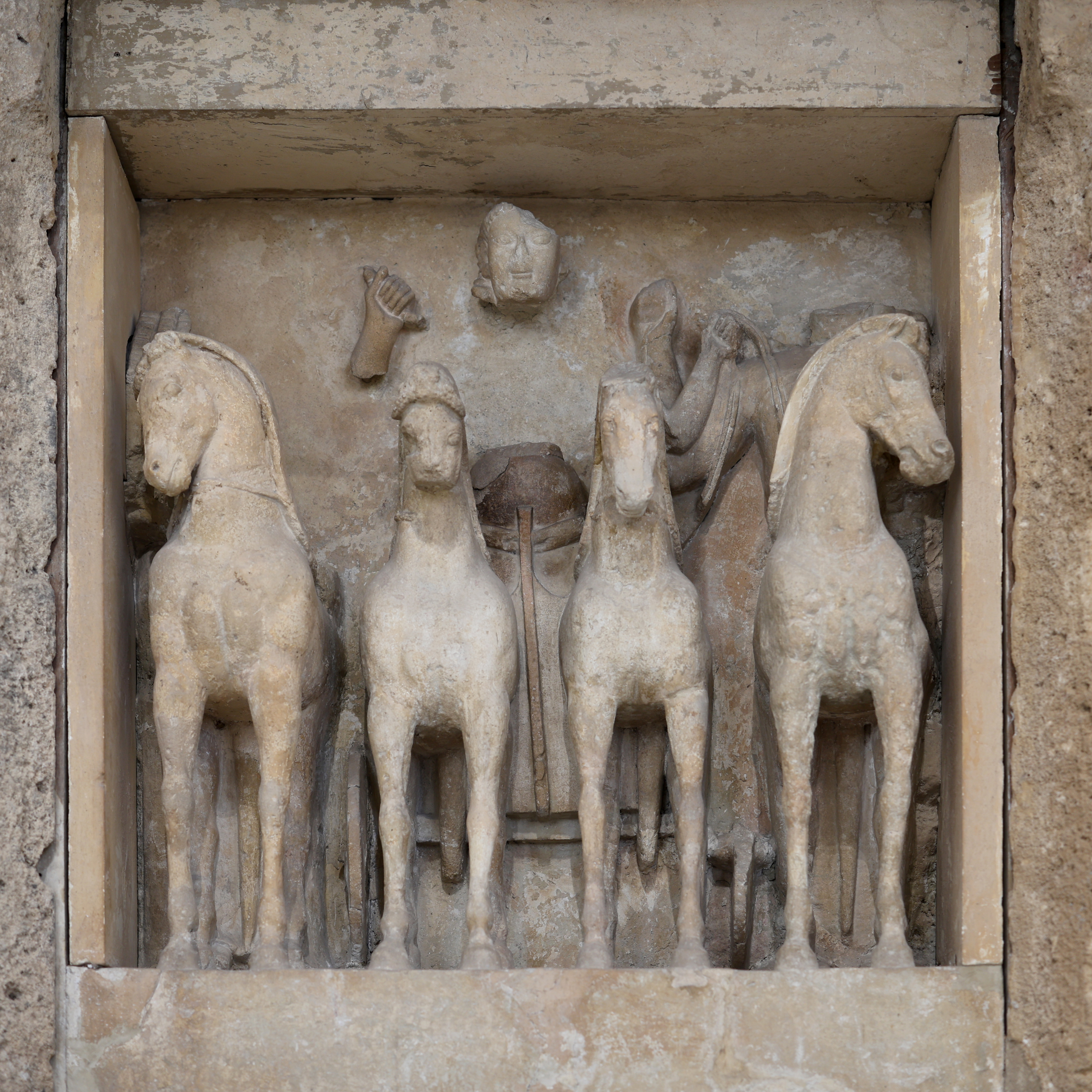
Apollon/Hélios guide son quadrige, entre Léto et Artémis.
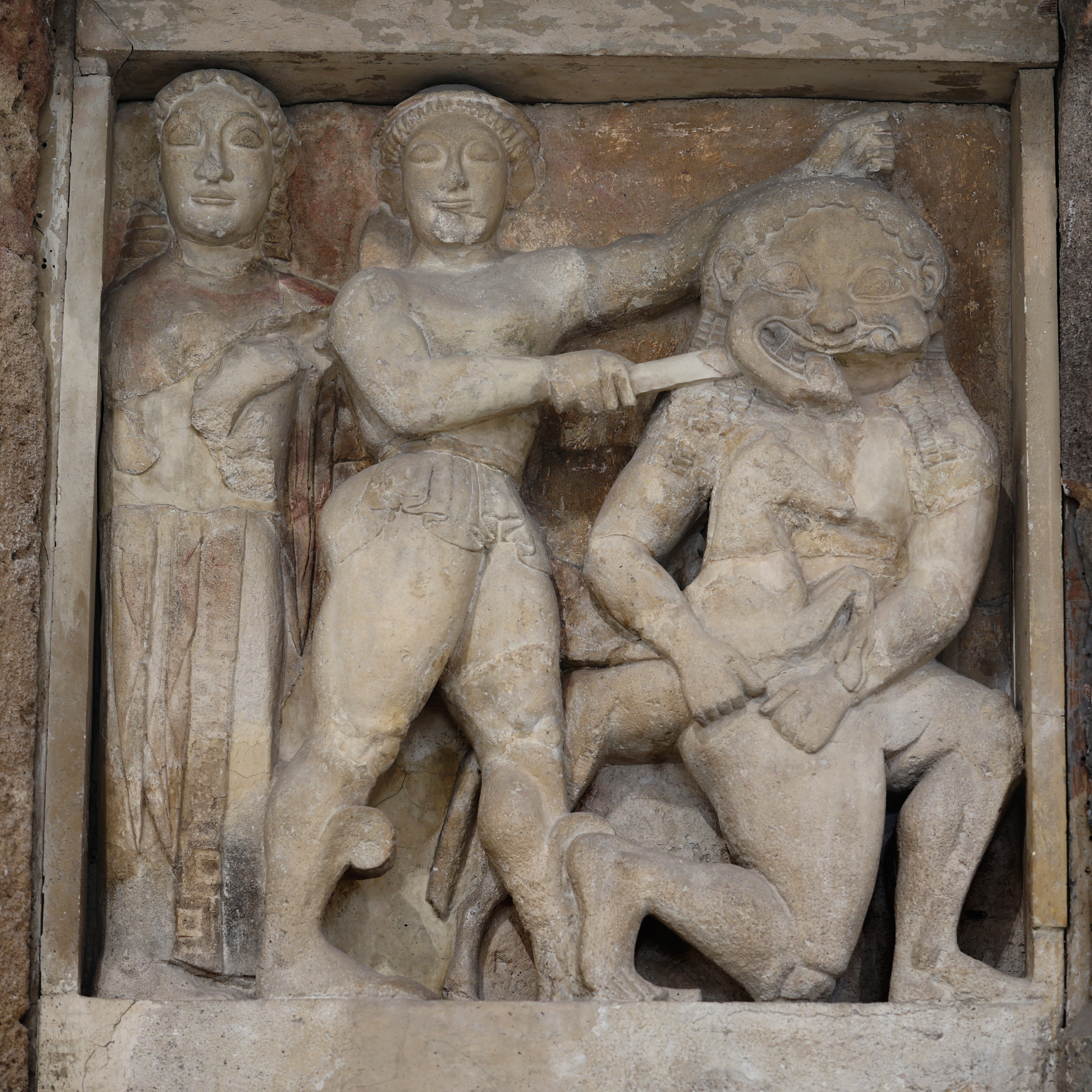
Persée décapite Méduse en présence d'Athéna.
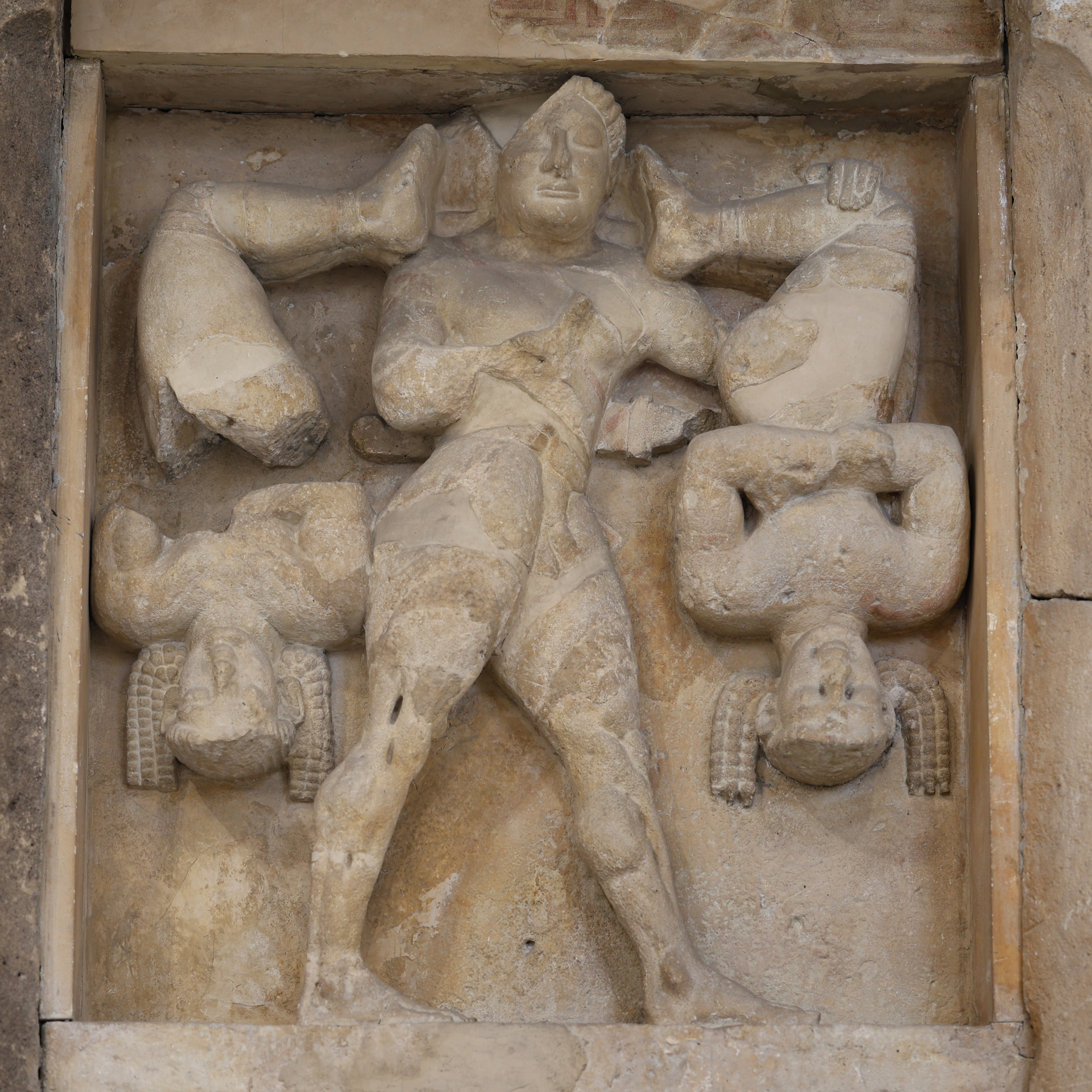
Héraclès transporte les corps des Cercopes attachés sur un bâton.

#### Temple D

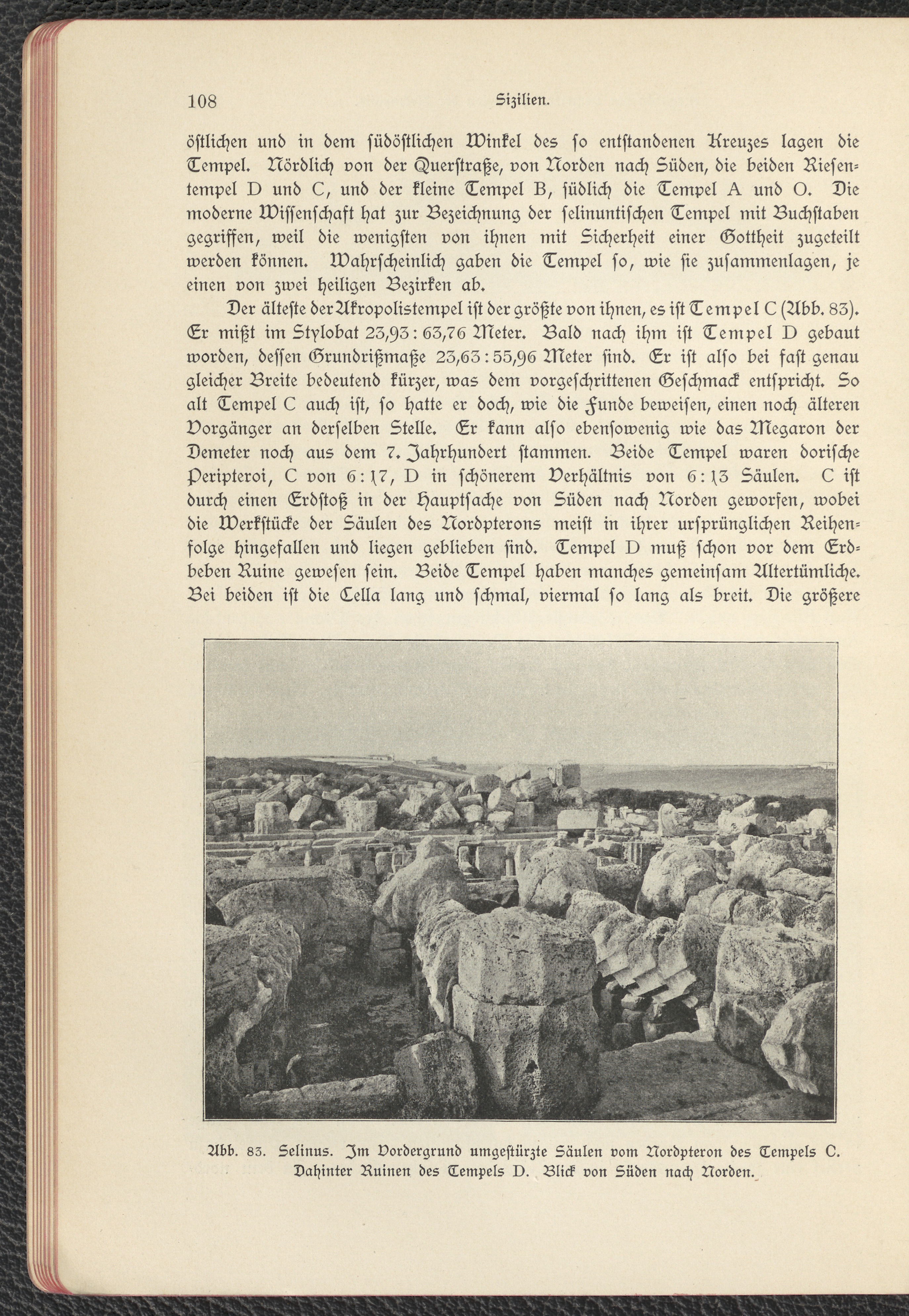
Vestiges des temples C (au premier plan) et D (en arrière-plan). Max Georg Zimmermann, Silizien. 1, Leipzig, 1904.

Ce temple périptère de 6 colonnes non galbées sur 13, et quatre petites colonnes galbées en façade du pronaos, est totalement en ruine. Construit vers 535 ou dans la première moitié du VIe siècle et orienté est-ouest, il avait une dimension de 24 mètres sur 56, avec pronoas, naos et adyton. Selon Pierre Lévêque, qui doute de l'hypothèse d'une dédicace à Aphrodite avancée par Károly Kerényi, il a peut-être été dédié à Zeus Agoraios.

#### Temple f et métopes du temple Y
Près d'un petit autel, à l'est du temple D, s'élevait ce temple in antis, c'est-à-dire avec deux colonnes en façade entre le prolongement des murs, autrefois dénommé « temple aux petites métopes ». Très allongé et probablement très ancien, il aurait été, selon Vincenzo Tusa, le premier édifice voué à Léto et ses enfants.

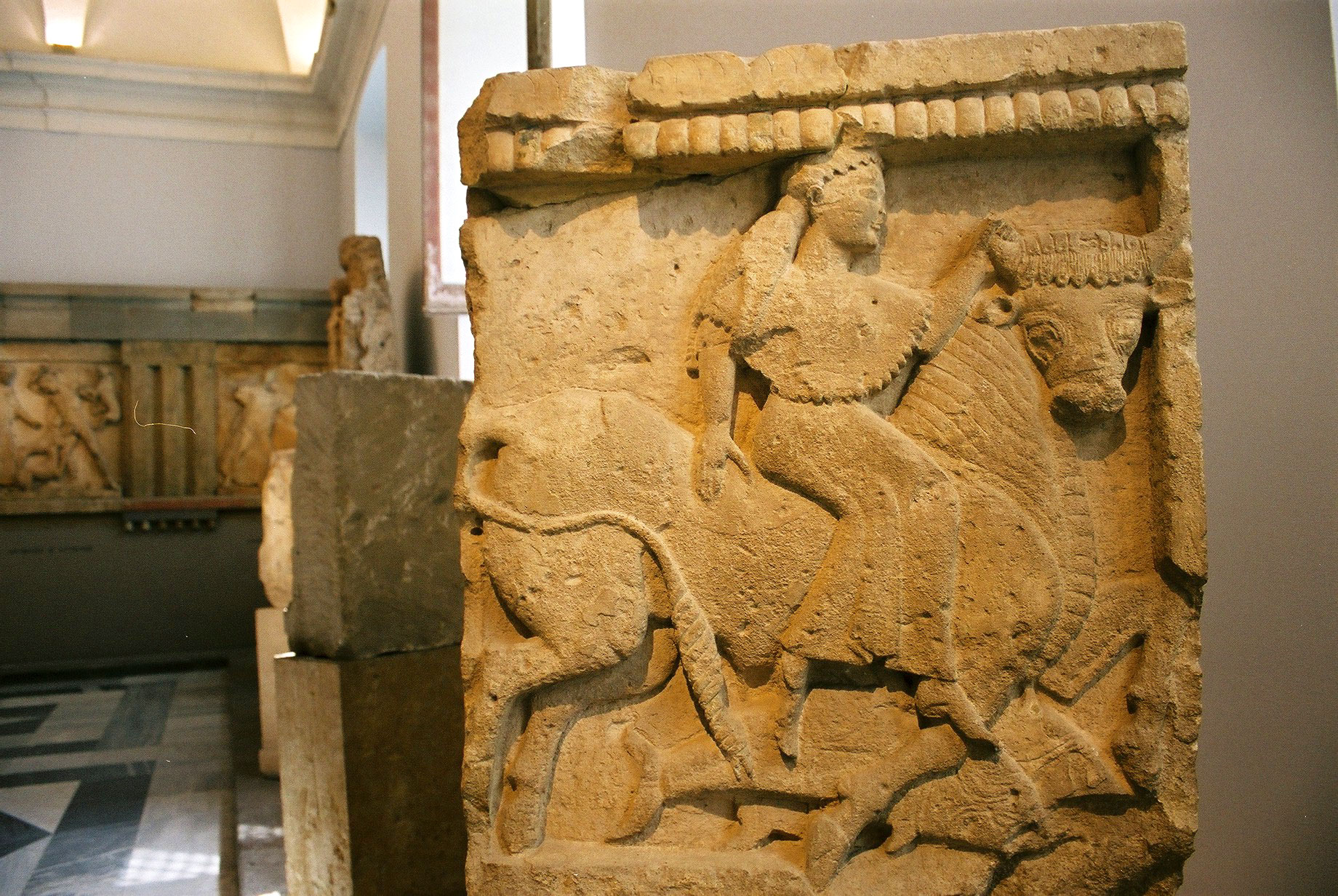
Métope du temple Y : L'Enlèvement d'Europe.

On avait à tort attribué à ce temple quatre métopes de 84 cm de haut, retrouvées dans les fortifications. Plus anciennes sculptures du site, datées de -560/-550, elles représentent des scènes de voyage : Apollon revenant de chez les Hyperboréens, et accueilli par sa mère et sa sœur ; l'Enlèvement d'Europe ; Héraclès domptant le taureau de Crète ; un Sphinx. On les attribue désormais à un dixième temple nommé Y non localisé. Deux autres métopes de la même période, découvertes en 1968, pourraient provenir également de ce temple : l'une représentant Déméter et Coré accueillies par Hécate ou la Sicile, l'autre Coré sur un char avec Hadès ou Déméter. Un autre relief, figurant Éos et Céphale, daté de -470 avec une influence attique, a été retrouvé dans les fortifications, sans qu'on sache s'il s'agit d'une métope et s'il faut l'assigner à l'un des temples.

### La colline orientale et les temples E, F, G
La colline située à l'est de l'acropole, autrefois densément peuplée, rassemble les vestiges de trois temples adjacents des VIe et Ve siècles av. J.-C.. Ces temples E, F, G, s'imposent du sud au nord. D'ordre dorique, ils sont d'époque et de style très différents.
Une nécropole y a été découverte. Les tombes, datant du Ve siècle, sont signalées par des fragments de colonnes doriques.

#### Temple E

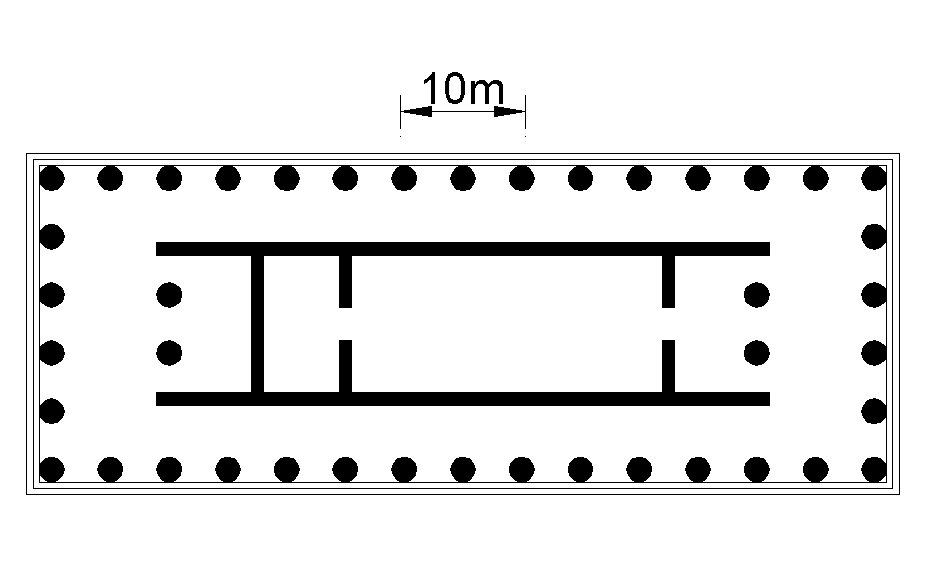
Plan du temple E.

Le temple E est un héraion (héraion de Sélinonte (en)) construit vers -460/-450,. Charles Picard le pensait dédié à Dionysos. C'est un temple périptère de six colonnes sur quinze, allongé par la présence d'un opisthodome. La colonnade extérieure est conservée, mais le pronaos, le naos et l'adyton ont disparu. Par ses dimensions (25 x 68 m), il est le deuxième plus grand temple du site après le temple G. Construit sur deux bâtiments antérieurs, il doit son aspect actuel à une anastylose réalisée entre 1956 et 1958.

Temple E
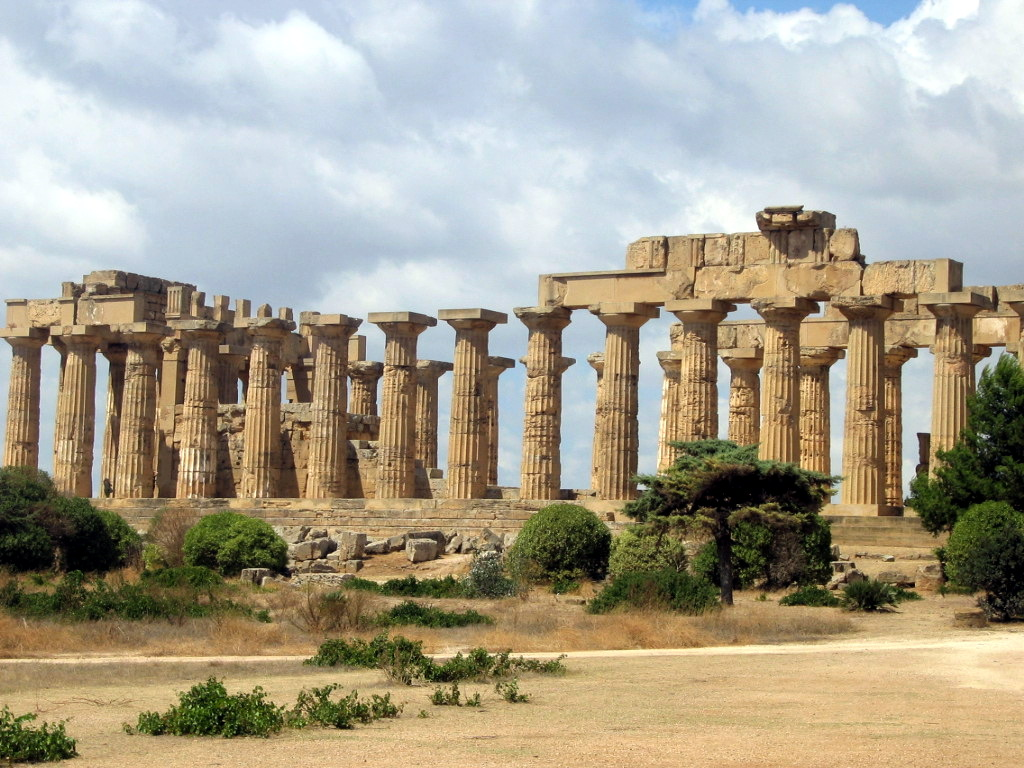
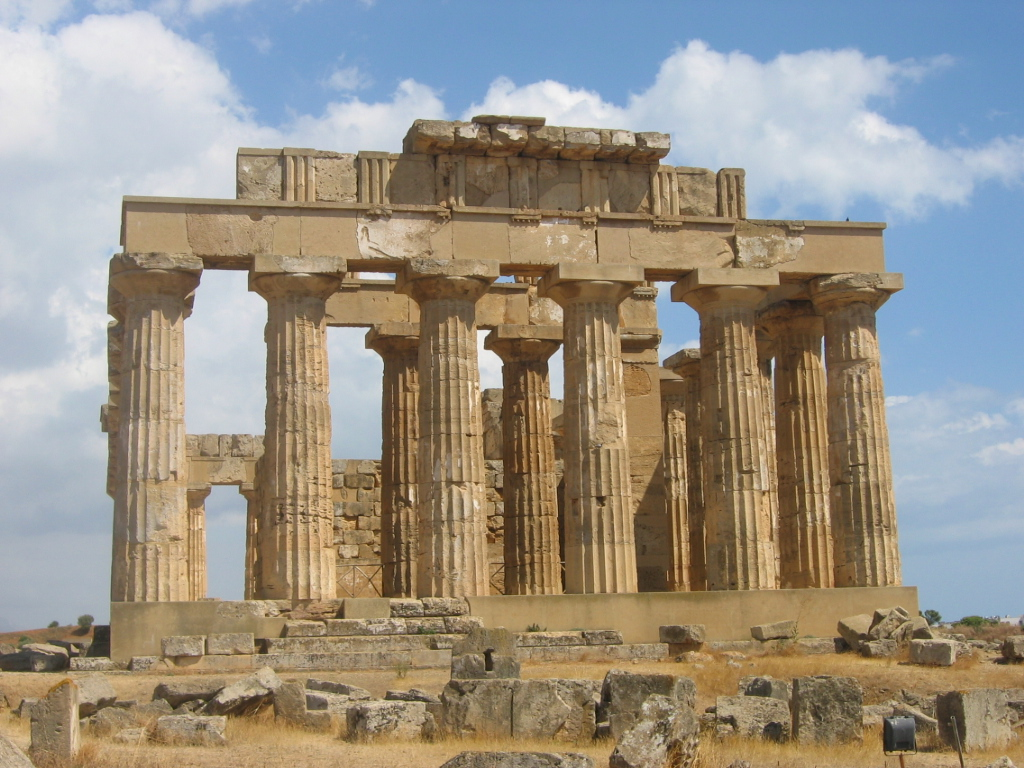
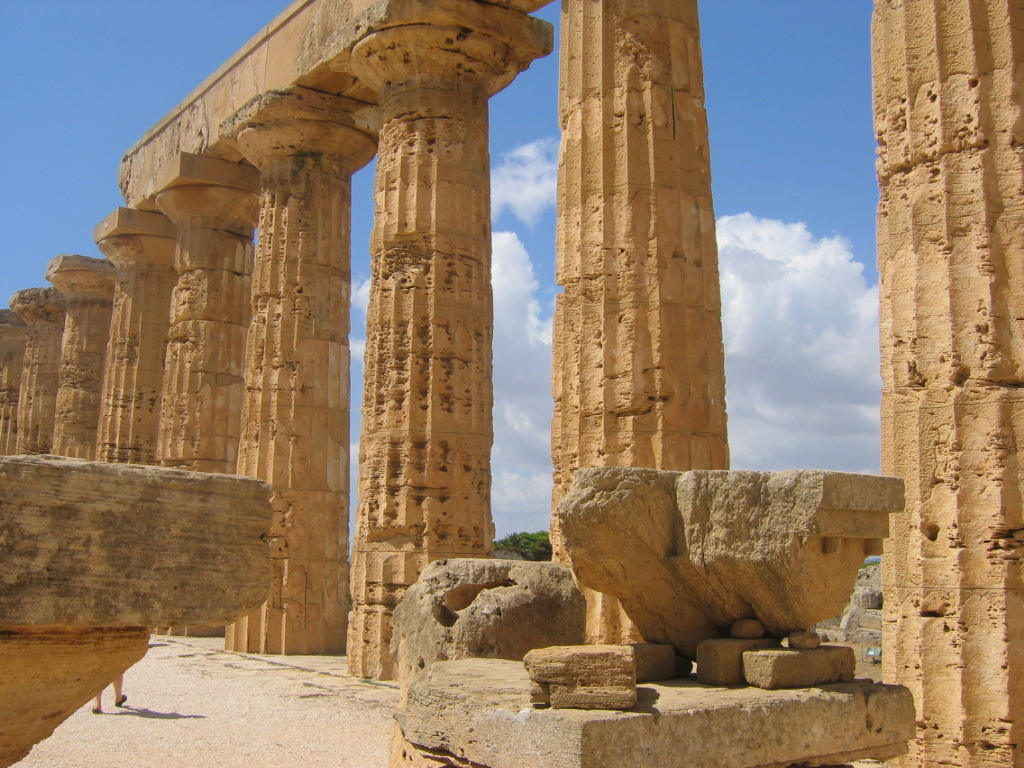

Ce temple est connu pour ses douze métopes d'un style marquant la transition entre les périodes archaïque et classique, où les joues se creusent, les visages s'allongent. Datées de -470/-460, cinq de ces métopes, en tuf et en marbre de Paros (têtes, bras et pieds féminins) sont exposées au Musée archéologique régional Antonino-Salinas de Palerme, :
- Actéon, métamorphosé en cerf, assailli par ses propres chiens sous les yeux d'Artémis[51],[57] ;
- Héraclès combattant et tirant une Amazone par les cheveux[51],[58],[59] ;
- Athéna et Encelade ;
- Zeus et Héra sur le mont Gargaros, ou Hadès et Perséphone[6].
- Une scène de rapt, peut-être celui de Daphné par Apollon[6].

Métopes du temple E
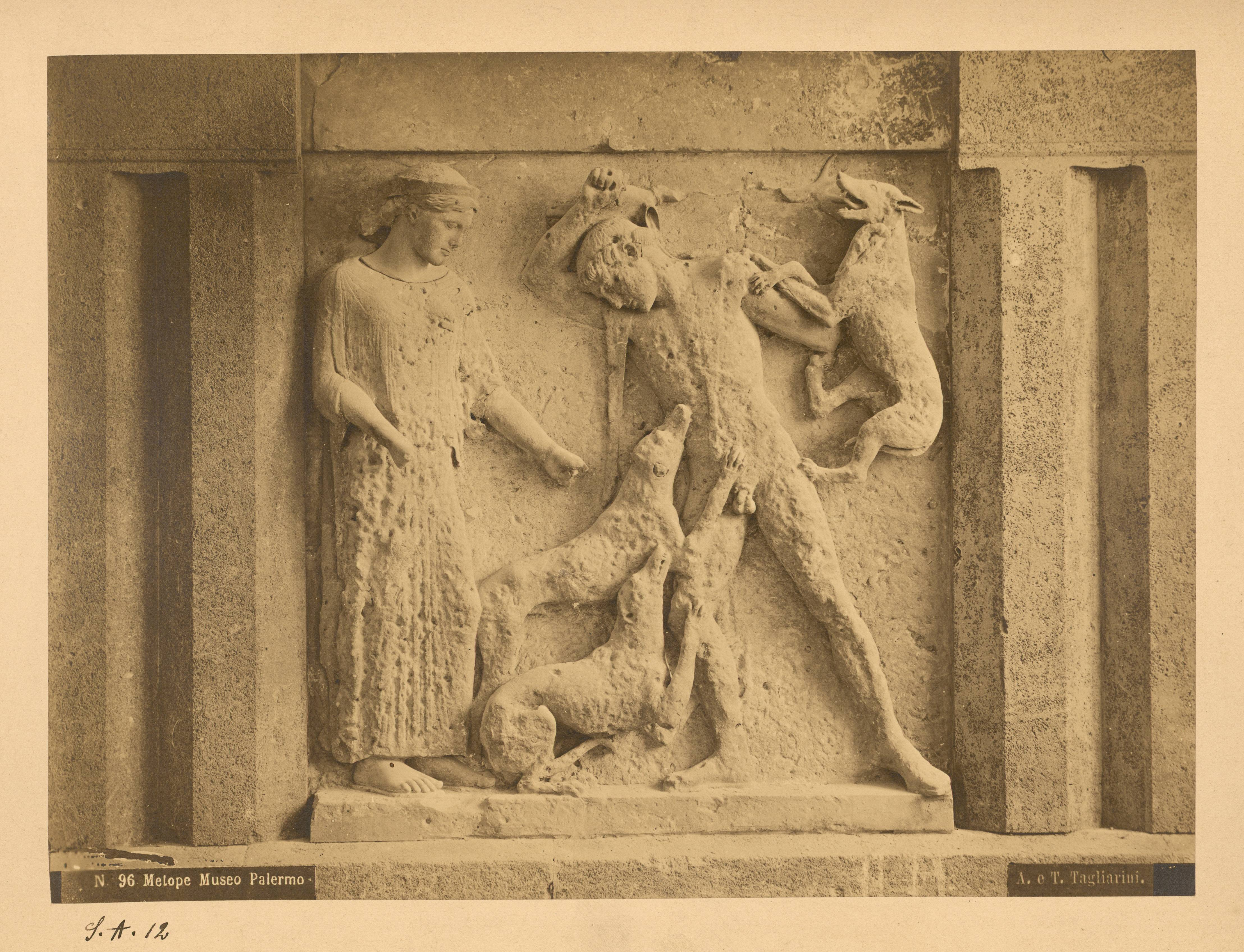
Actéon et Artémis.
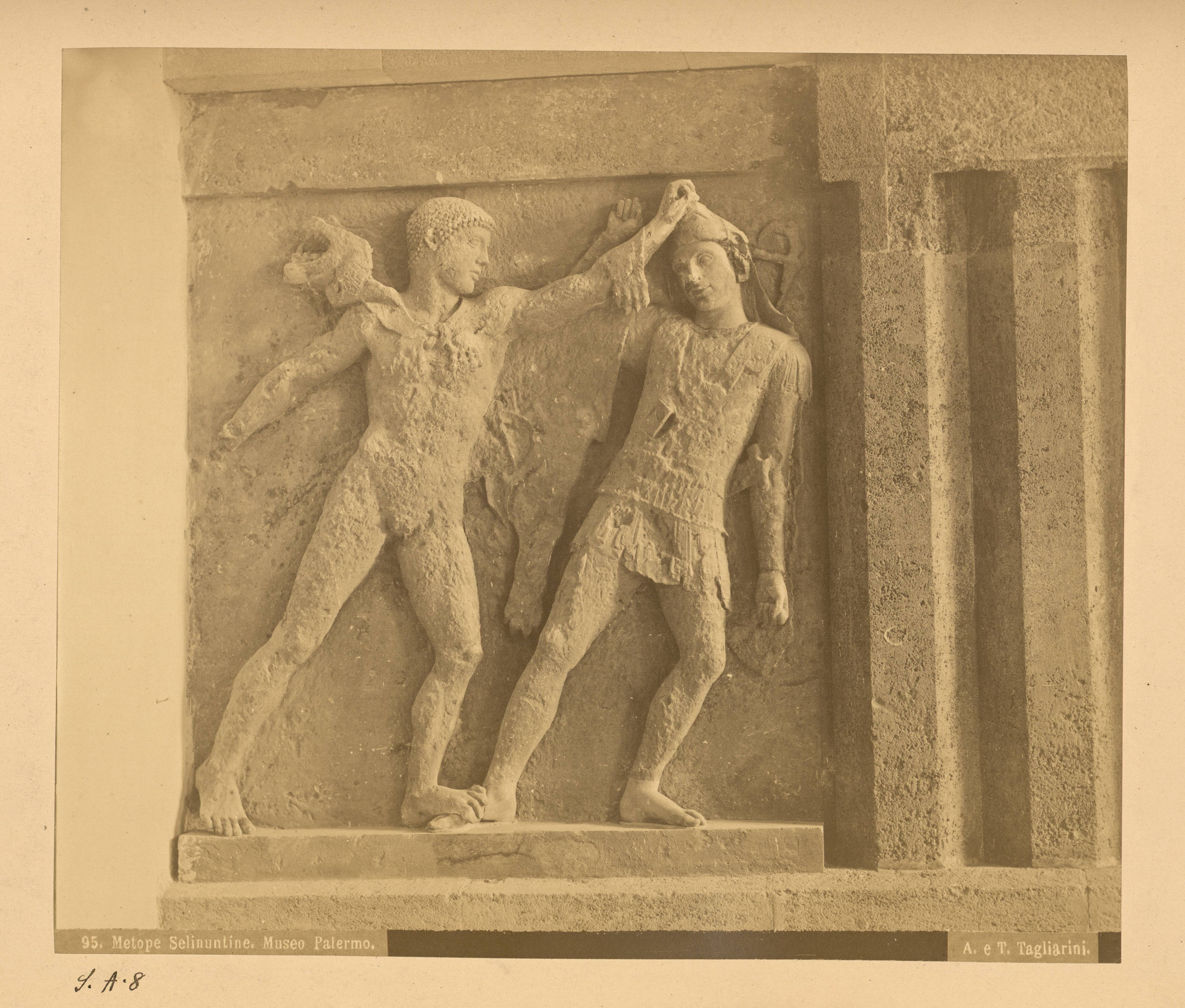
Héraclès et une Amazone.
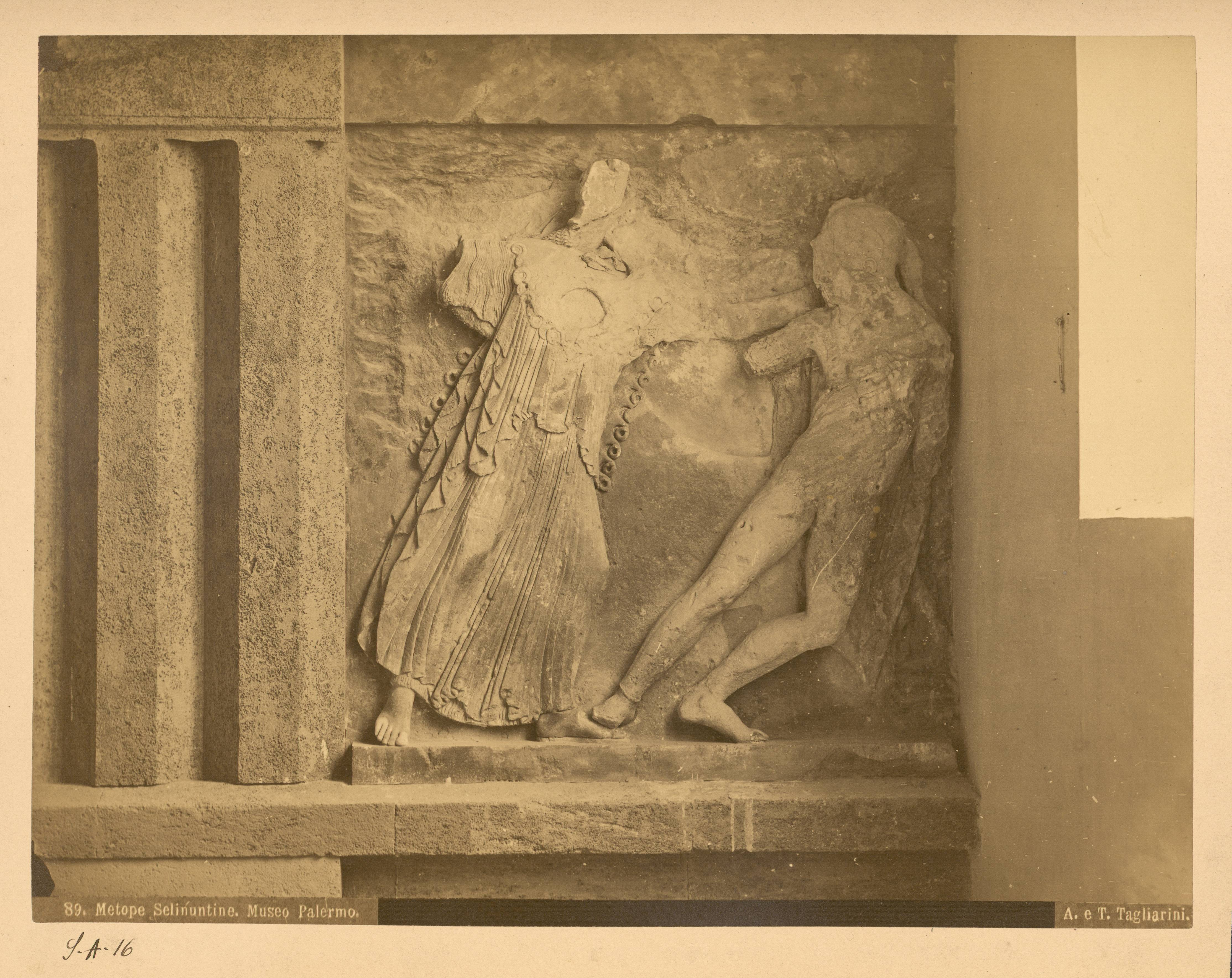
Athéna et Encelade.
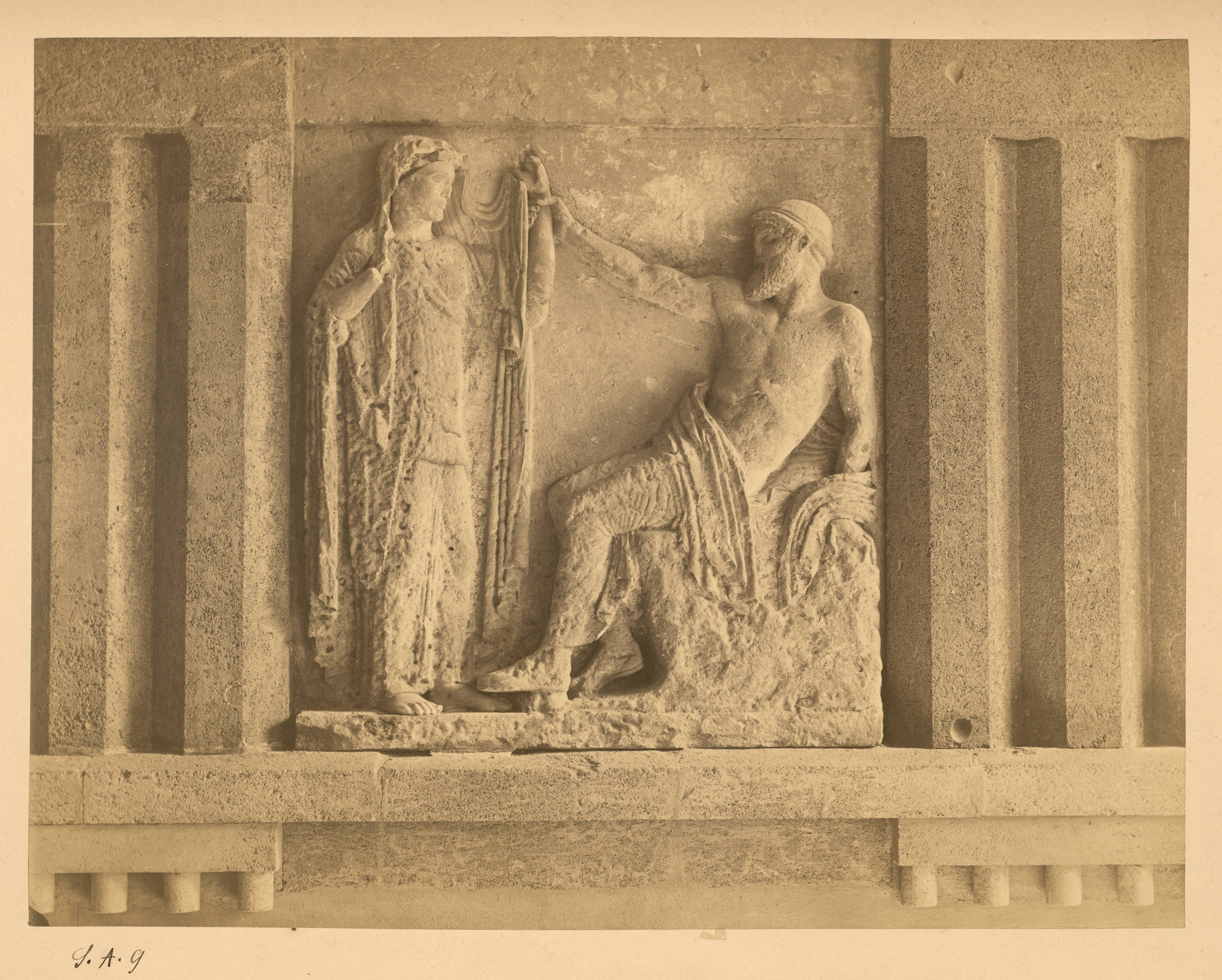
Zeus et Héra.
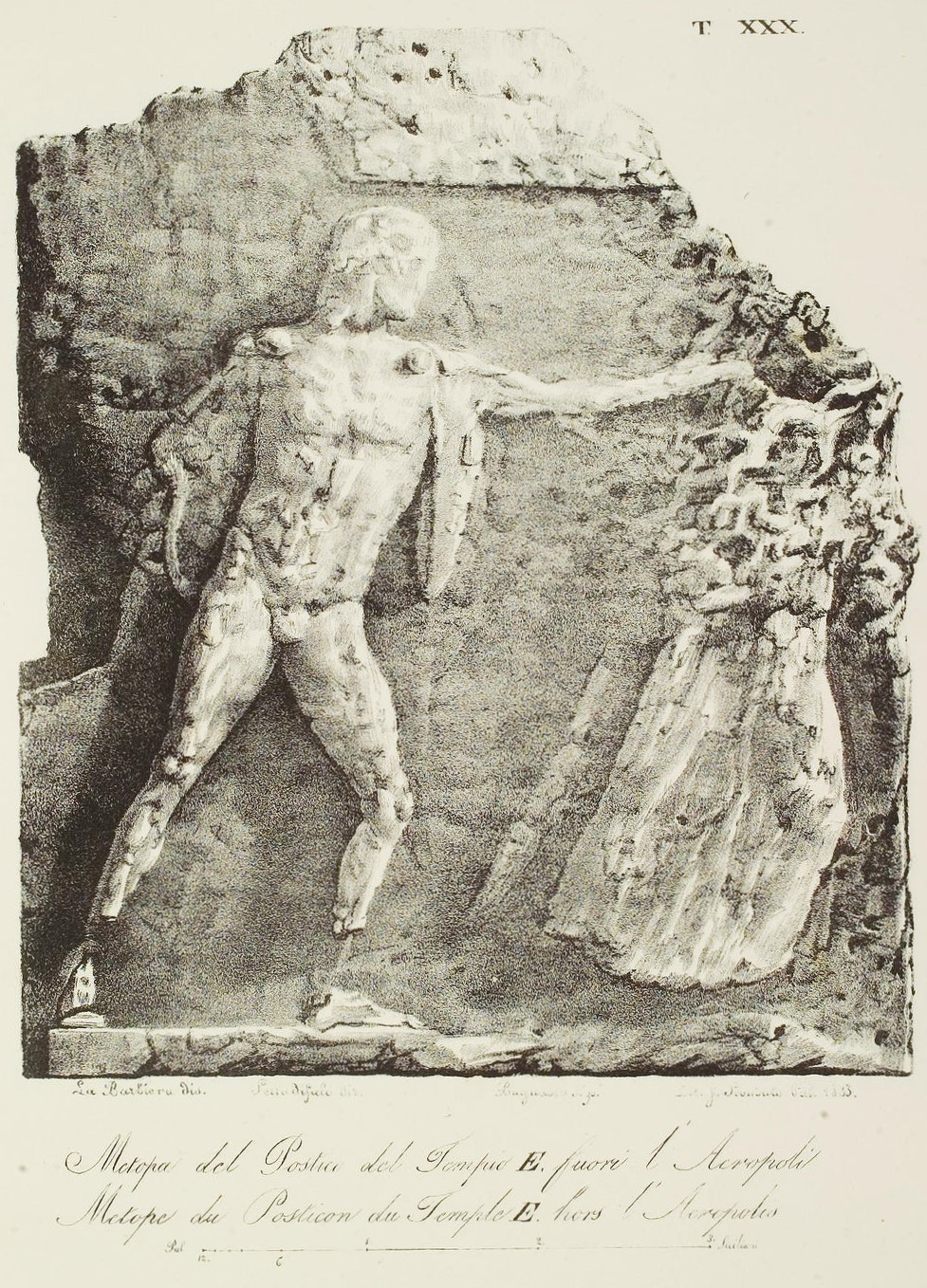
Scène de rapt.

#### Temple F

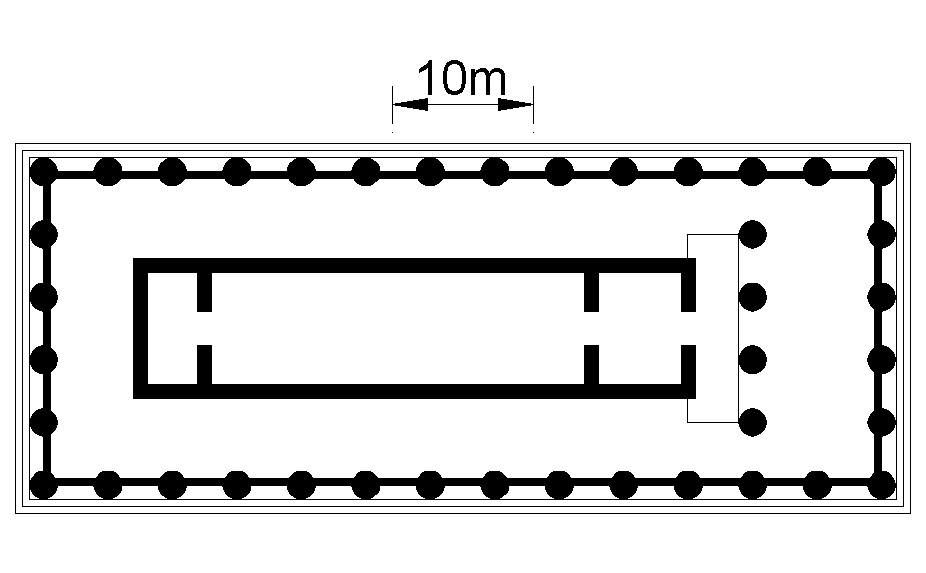
Plan du temple F.

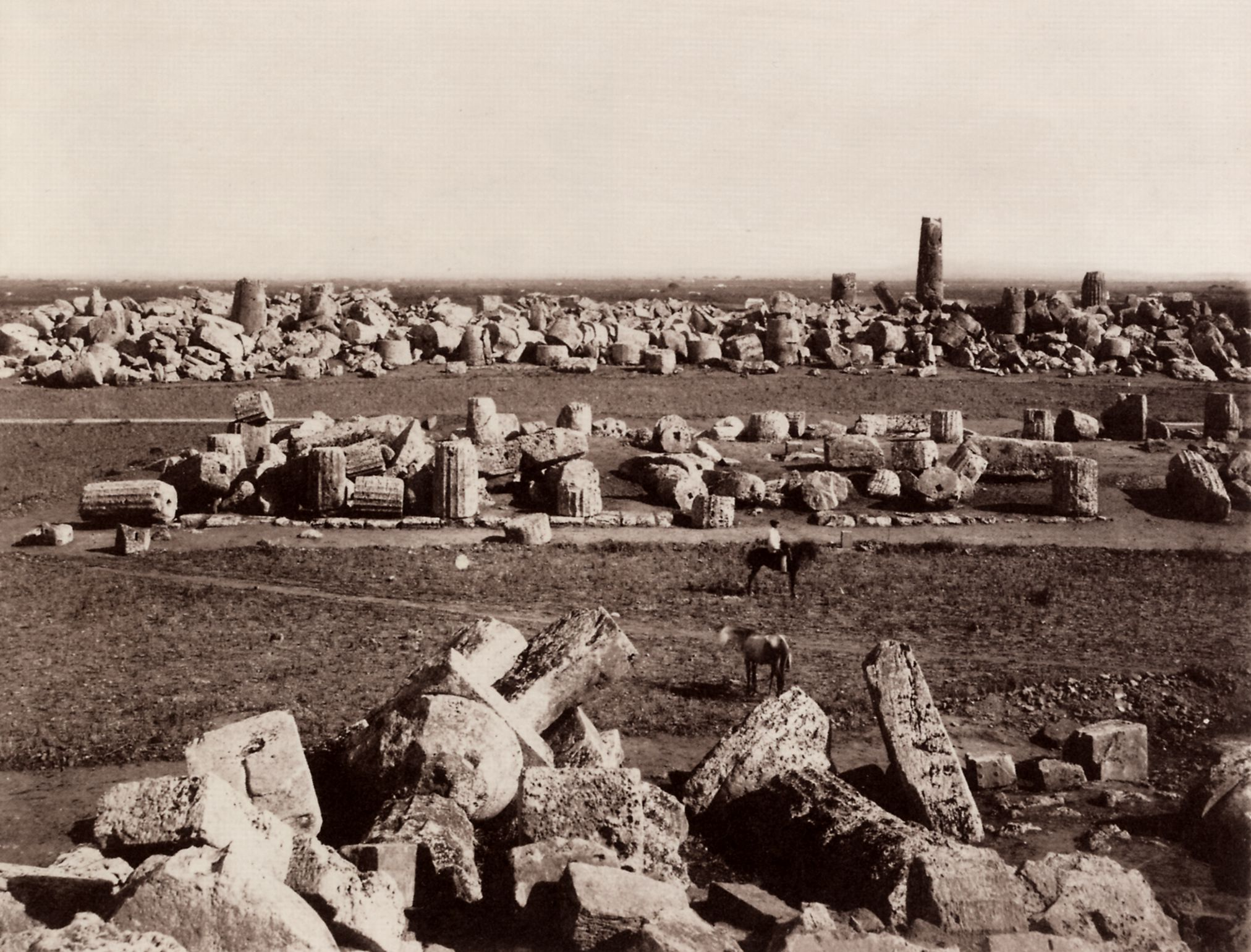
Temples G, F, E. Photographie de Giorgio Sommer, 1890.

Le temple F était probablement dédié à Athéna, ou à Dionysos. Il a été construit vers -525/-500. De moindres dimensions, c'est le plus petit (24 × 62 m) et le plus ancien des trois temples périptères de la colline orientale.
Entièrement ruiné, il était autrefois muré sur ses quatre côtés. Ses colonnes cannelées non galbées (6 ×14) gisent au sol. Un portique à double colonnade desservait le temple, comprenant pronaos, naos et adyton. Sur les dix métopes en terre cuite présentes à l'origine, seules subsistent deux métopes à sujets mythologiques (gigantomachie).

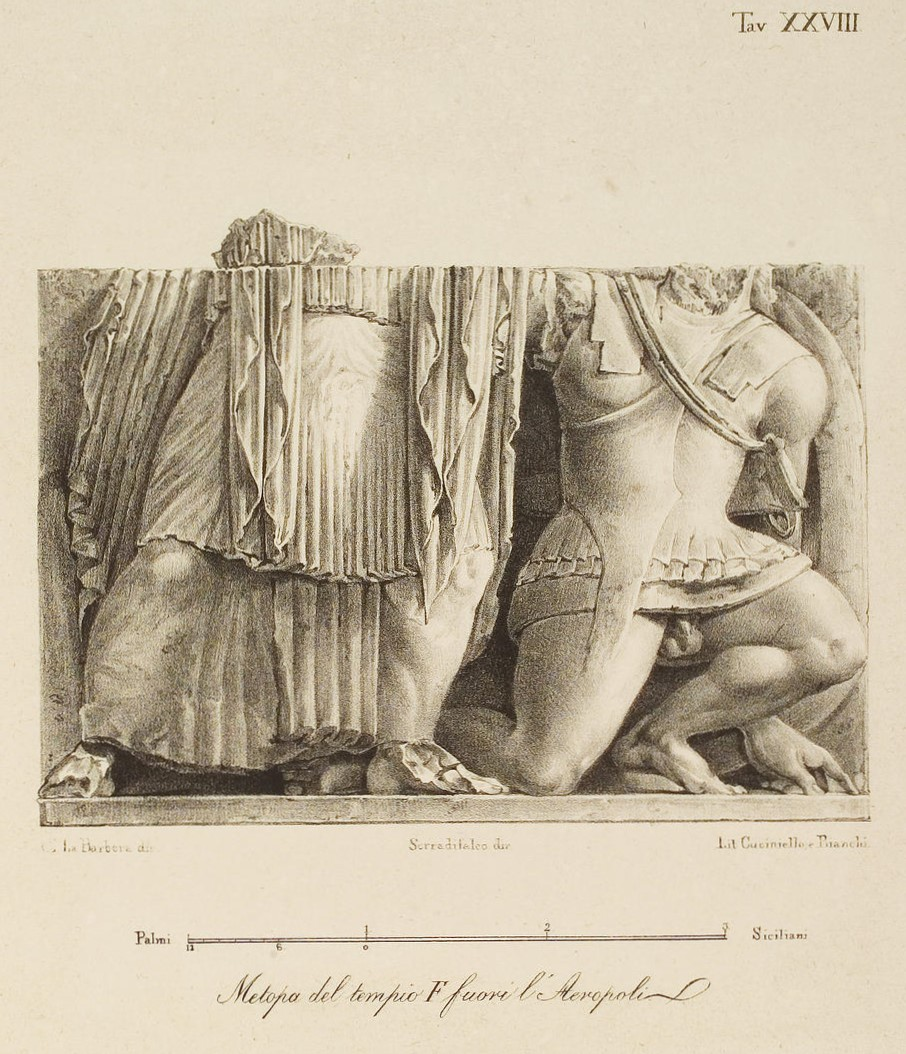
Métope du temple F. Lithographie, vers 1840.
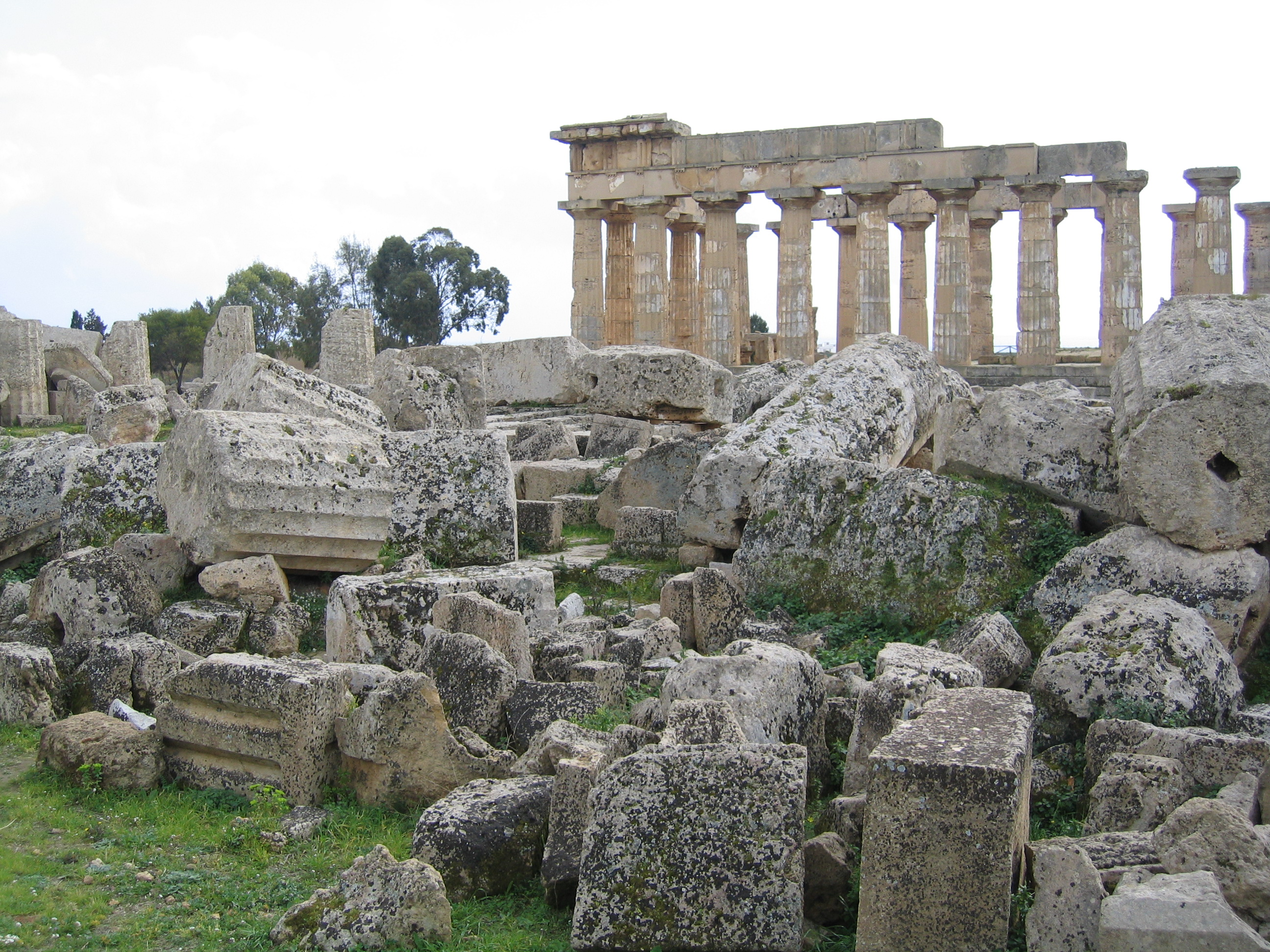
Temple F, au premier plan, et temple E (anastylosé).
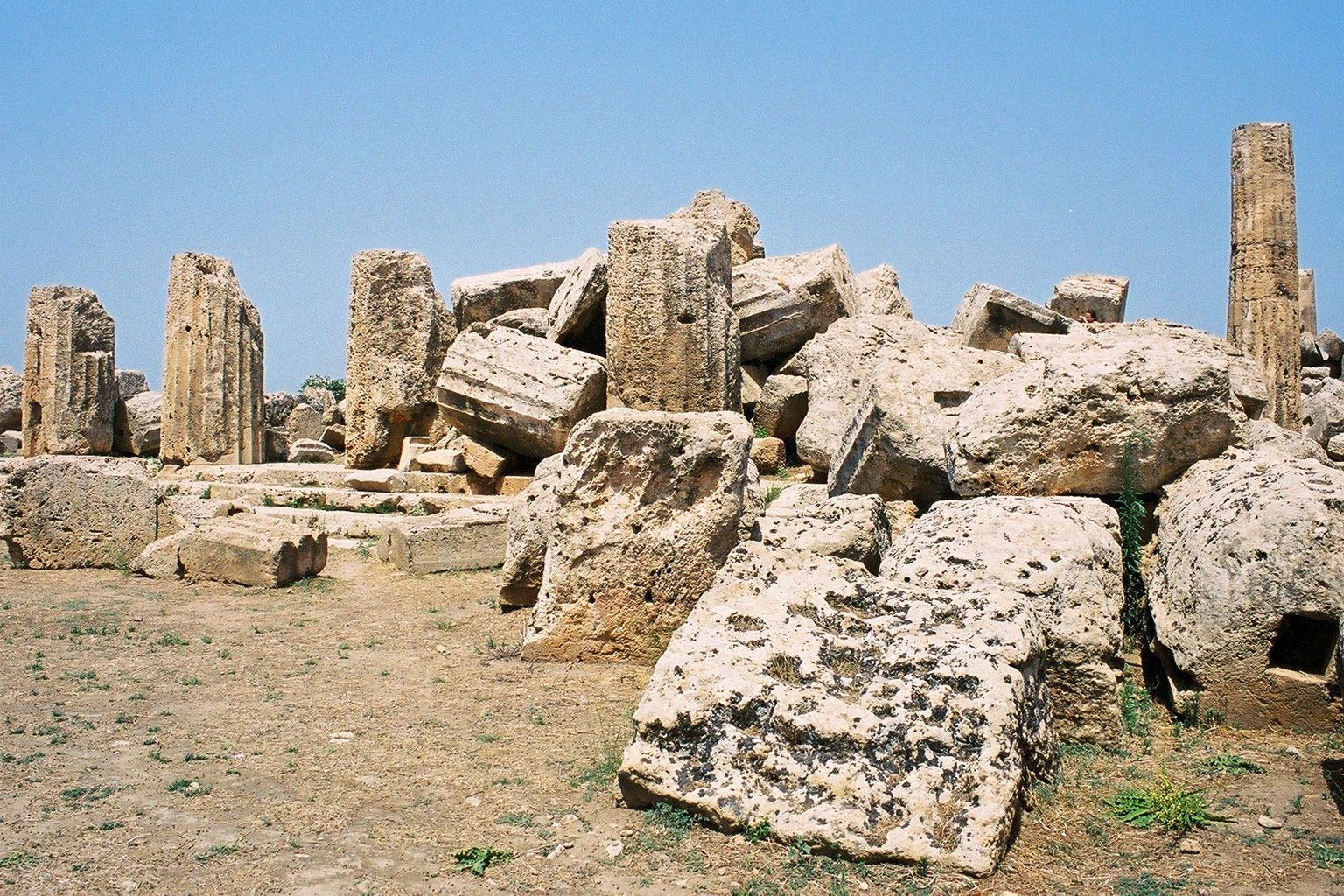
Colonnes cannelées du temple F.

#### Temple G

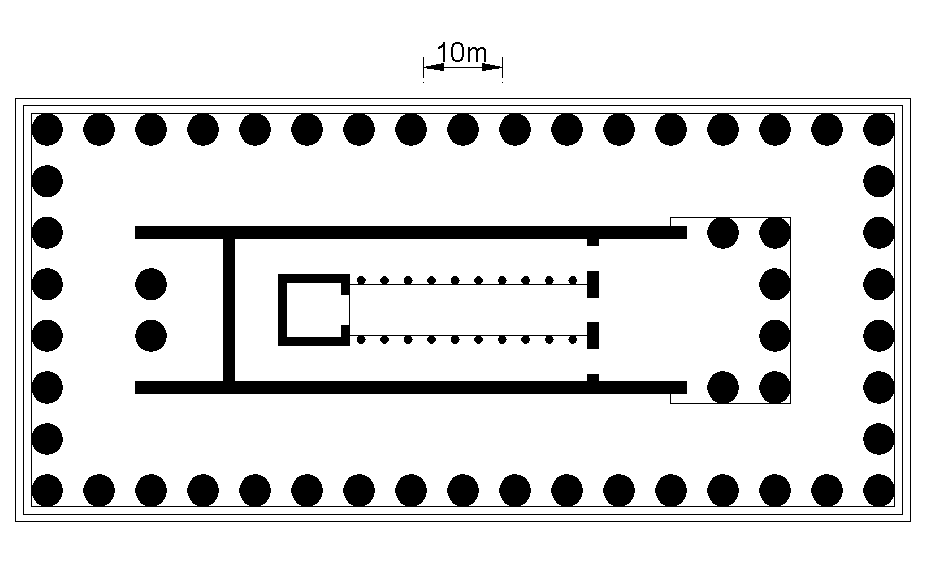
Temple G.

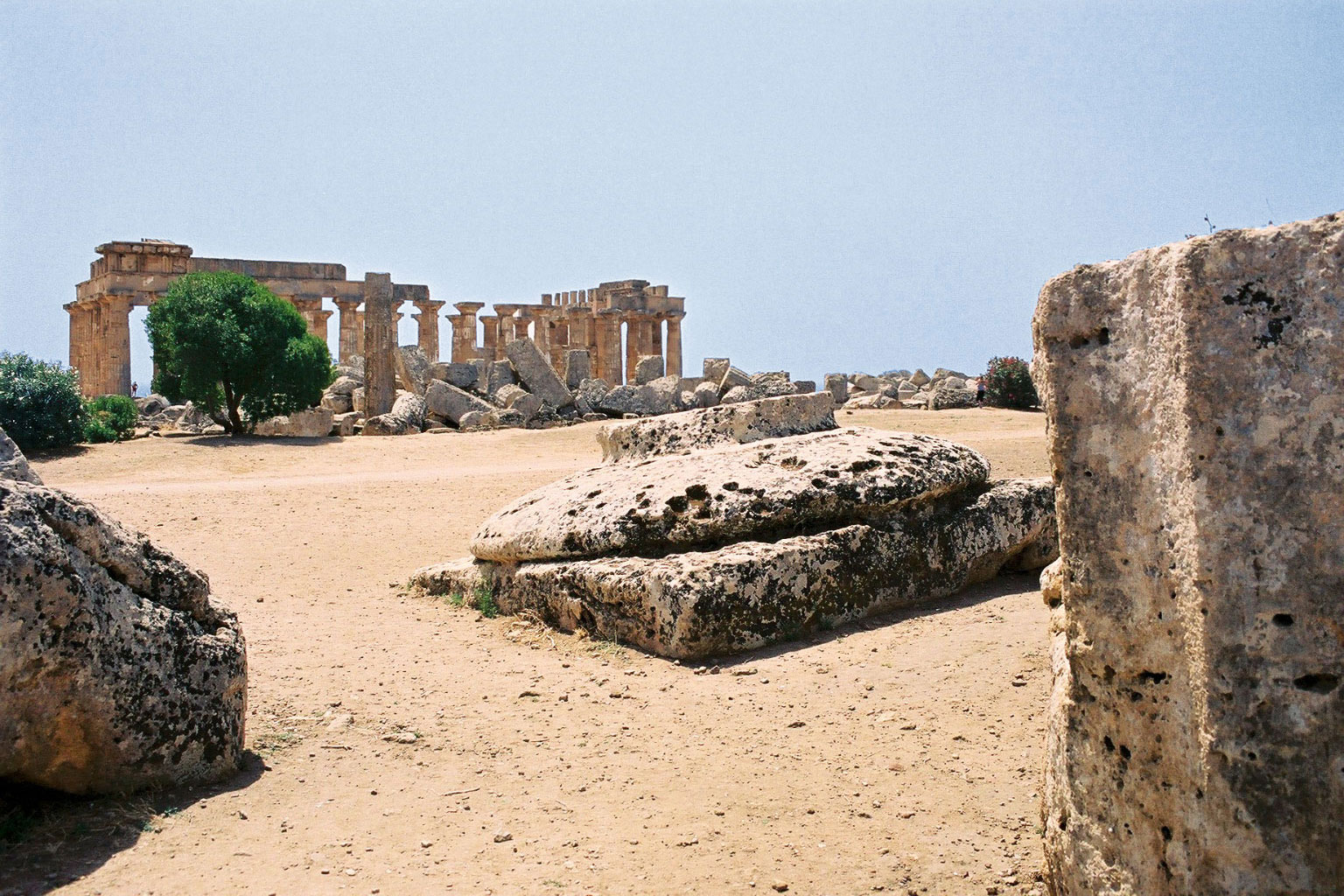
Temple G (chapiteau dorique archaïque), vue vers les temples F et E.

La construction du temple G est datée entre -540/-480 mais elle a pu s'étaler sur 80 ans au vu de l'évolution du style dorique, archaïque à l'est, classique à l'ouest. Non restauré, il présente un aspect chaotique. Ce périptère présentait 8 colonnes dans sa largeur et 17 dans sa longueur. Elles mesuraient 16 mètres de haut et 3,4 mètres de diamètre à leur base (environ 10 mètres de circonférence), pour une hauteur totale de 30 mètres. Ses colonnes ne sont pas cannelées. Le pronaos ouvre par trois portes sur le naos au fond duquel l'adyton carré est cloisonné. Derrière, l'opisthodome présente deux colonnes in antis.
Couvrant une surface de 6 120 m2 (50 sur 110 mètres), c'est le plus grand temple du site et l'un des plus grands temples grecs de l'Antiquité.
Une inscription y a été retrouvée, énumérant les dieux protecteurs, Zeus, Phobos, Héraclès, etc., ayant aidé à la prospérité de la cité. Il était peut-être dédié à Apollon ou plus vraisemblablement à Zeus Olympien, puisque l'inscription retrouvée affirme la suprématie de ce dernier. Il devait en outre servir de salle du trésor de la cité.
Les Carthaginois le détruisirent avant qu'il ne soit achevé.

Temple G

Des éléments de pignons, pesant 70 tonnes et jadis ajustés au millimètre alors que juchés à 20 mètres de hauteur, interpellent quant aux procédés de construction de ces temples.
Les temples de Sélinonte se distinguent par un plan allongé, avec un naos très reculé et fermé (adyton), un fronton accentué par une double rangée de colonnes, un perron situé en avant et une tendance à l'extension des volumes annonçant les temples hypèthres à venir.

### La colline de Manuzza

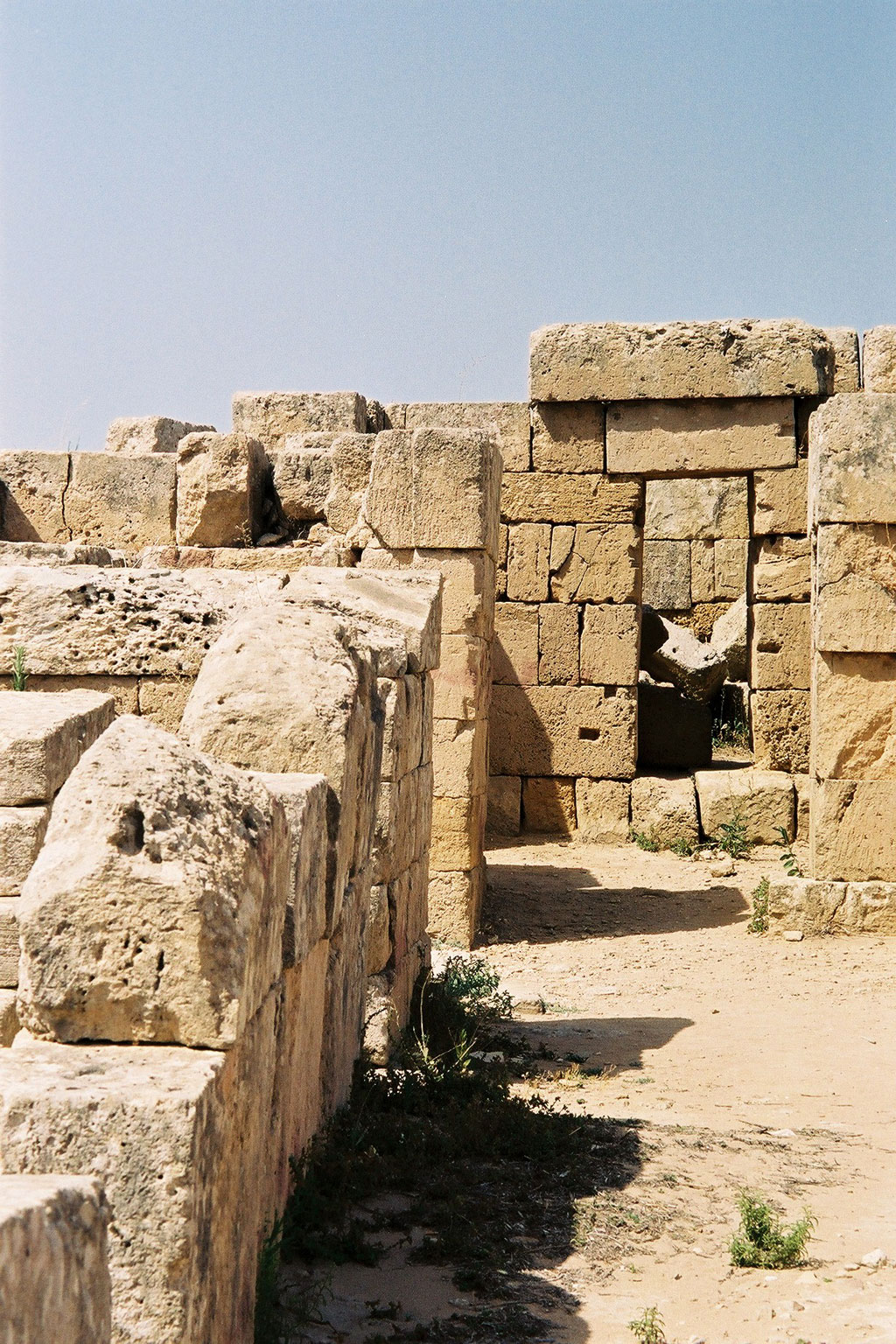
Quartier de la ville antique.

La colline de Manuzza contient les ruines de la cité antique, ainsi qu'une vaste enceinte fortifiée et une porte monumentale,.

#### La cité antique
La ville grecque antique a été tracée dans un axe nord-sud selon un plan à peu près régulier, avec deux ensembles de rues parallèles. Les rues sont normalisées à 9 m, 6,5 m et 3,5 m, munies de rigoles ; chaque îlot de bâti avait environ 30,5 mètres de côté. Au nord de l'acropole, douze îlots ont été mis au jour, mais les rues se prolongent sur un axe est-ouest dans la plaine du Modione et dans celle du Gorgo Cotone.
Tous les bâtiments se sont effondrés au cours des siècles à la suite de tremblements de terre. L'un d'eux a encore sévi en 1956, et pour cette raison, l'opportunité de la reconstruction des temples est controversée.

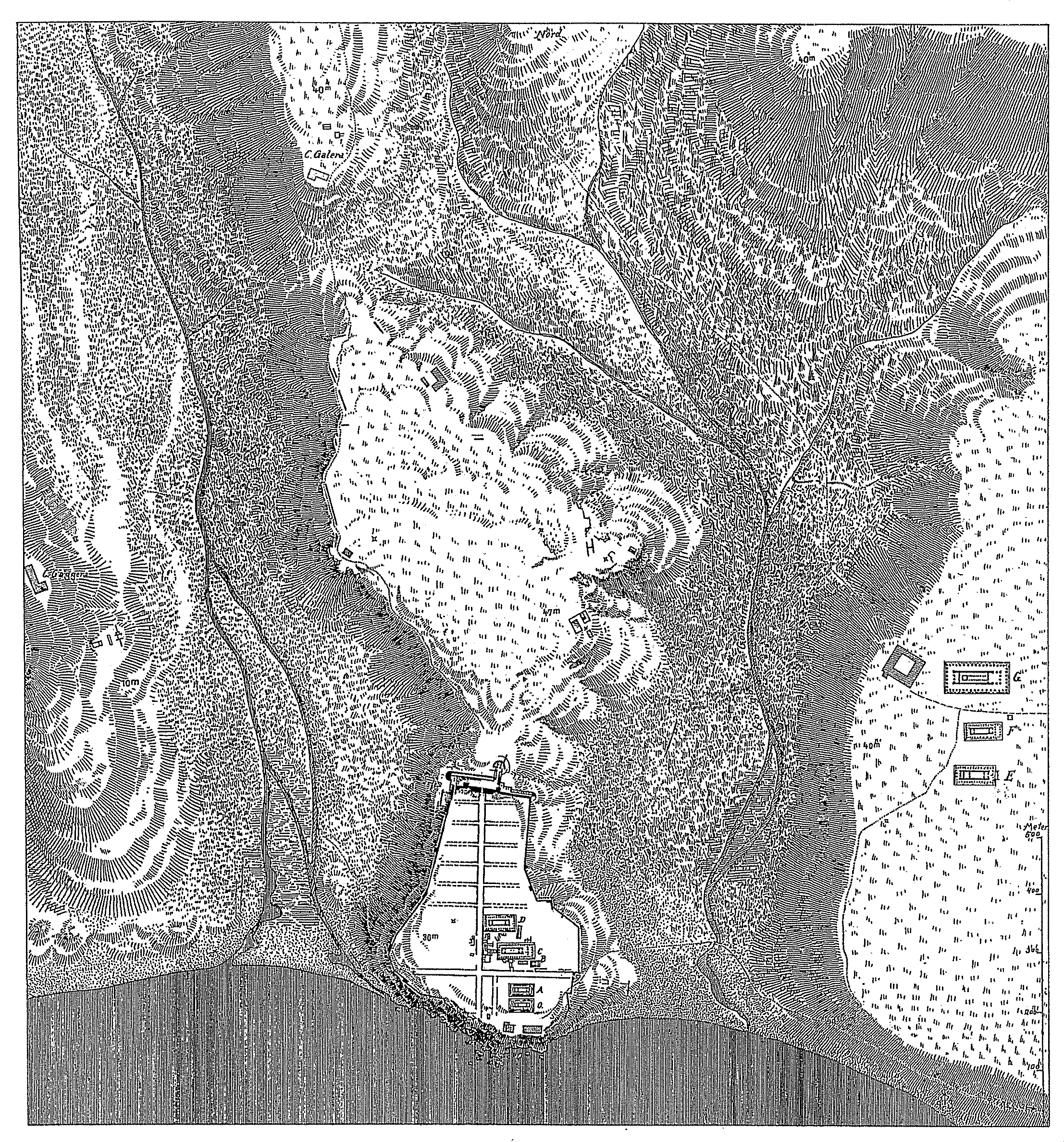
Plan du site, dessin de Robert Koldewey.
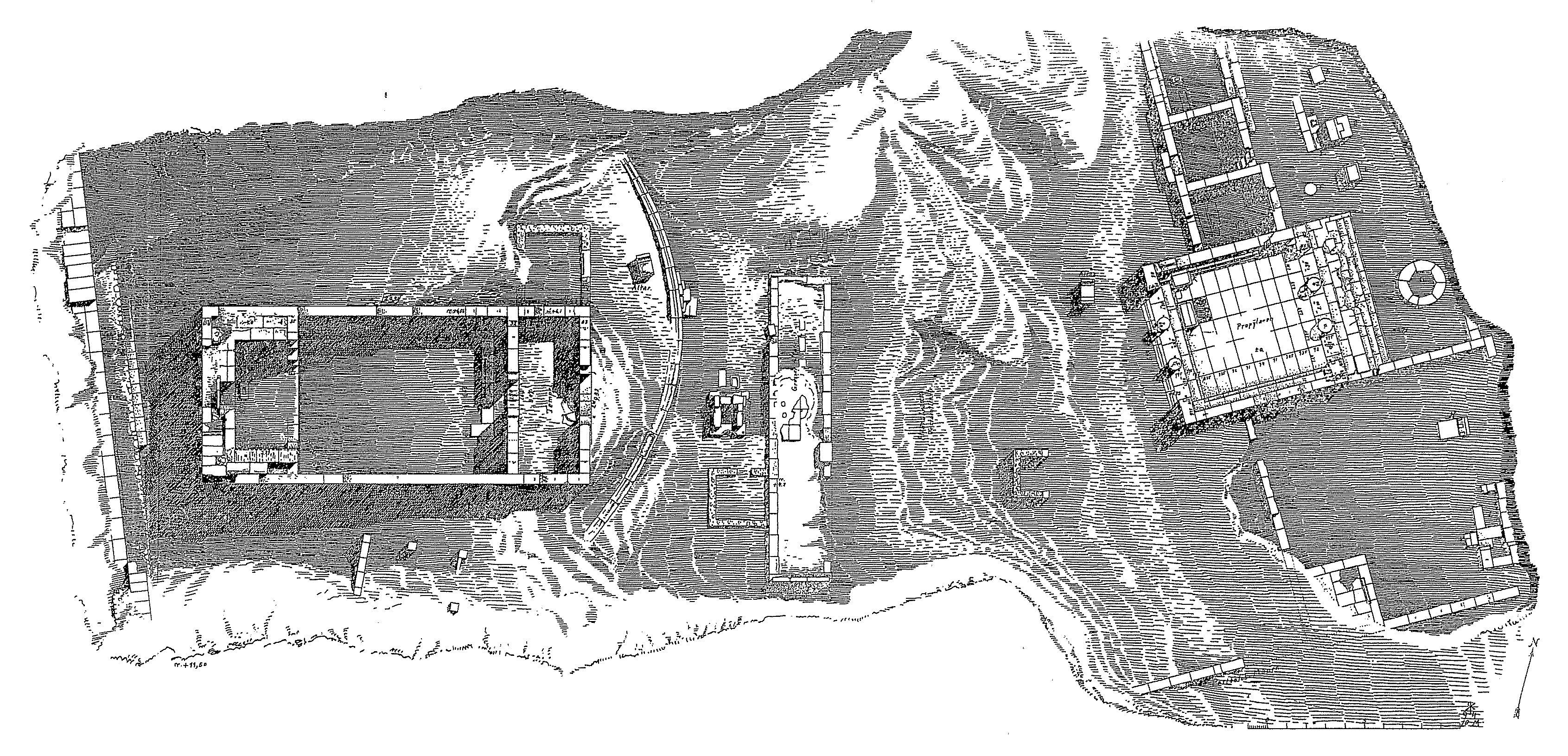
Mégaron de Déméter, par Robert Koldewey.

### La colline de Gaggera
La colline de Gaggera comprend un complexe dédié aux cultures mortuaires et aux divinités chtoniennes, Déméter Malophoros en est la divinité centrale, associée à Perséphone, Zeus Meilichios et Hécate . Les fouilles ont été menées par V. Gabrici, puis Vincenzo Tusa en 1969.

#### Le sanctuaire de Déméter Malophoros

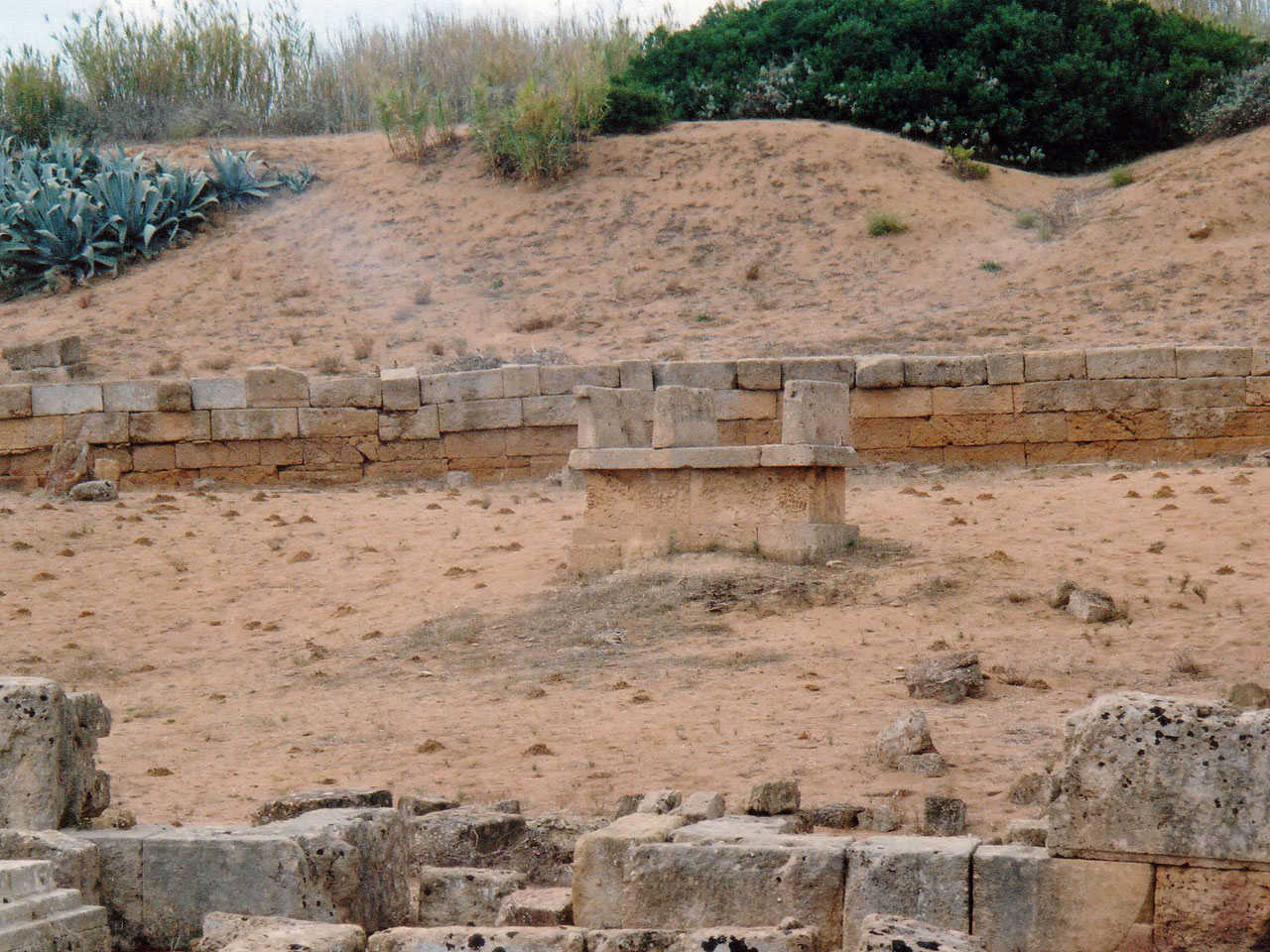
Autel de style punique du temple de Déméter Malaphoros.

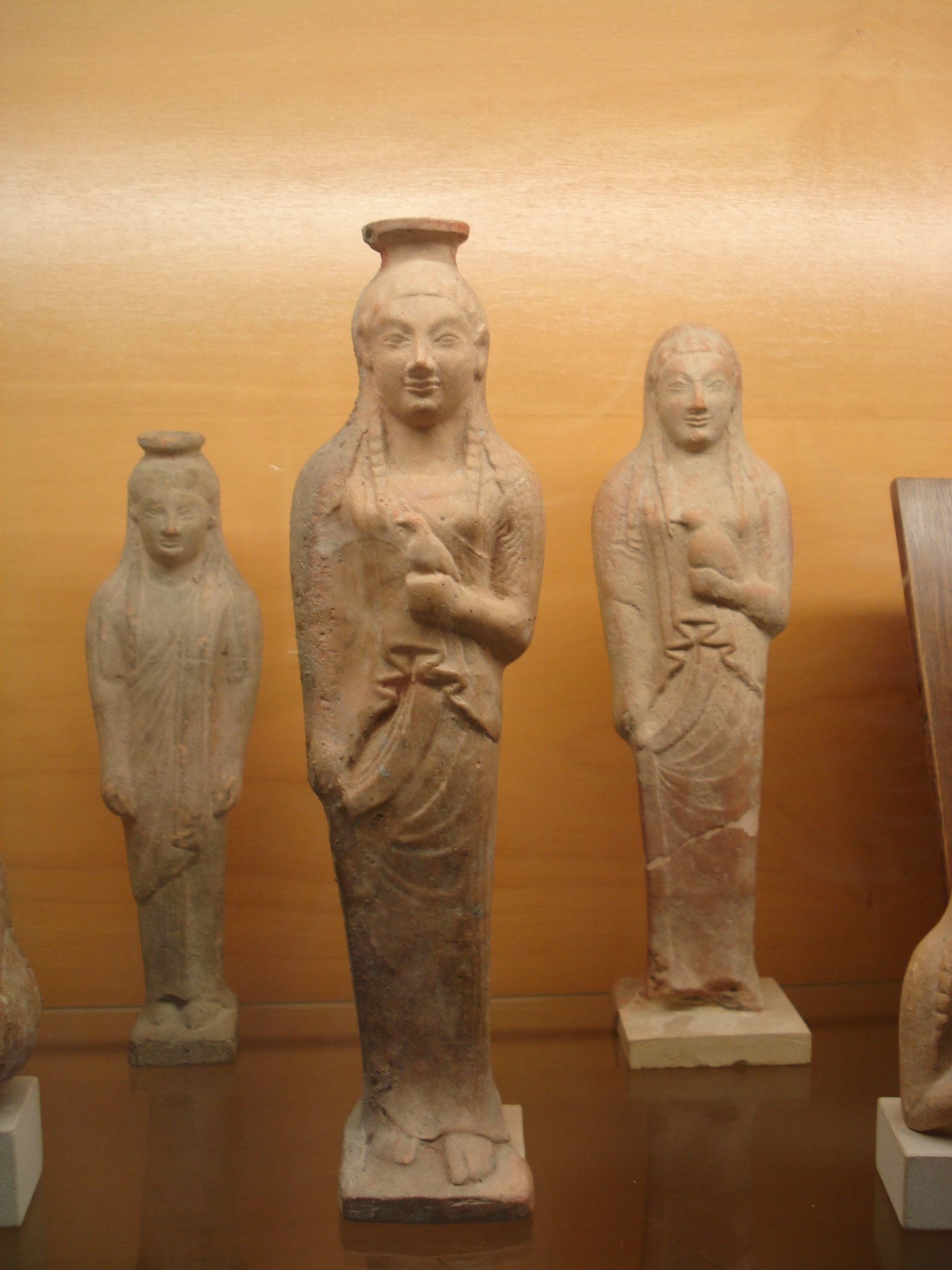
Statuettes votives, jeunes filles (korai) tenant une colombe, Musée archéologique régional Antonino-Salinas, Palerme.

À l'ouest de l'acropole, près d'une source (Gaggera) se trouve un sanctuaire des VIIe siècle/Ve siècle av. J.-C., dédié à Déméter Malophoros, « la porteuse de grenade », fruit associé au culte de la déesse. Selon la légende, le jus de grenade, symbole de fertilité, aurait été bu par Déméter. Ainsi, les fonctions de la déesse, héritière du culte sicane d'une Déesse Mère, se rapportent à la fertilité, au renouveau saisonnal, mais aussi nettement aux fonctions infernales et chtoniennes.
Le sanctuaire, un des premiers exemples d'axialité dans l'architecture grecque, est délimité par son enceinte sacrée. Un mégaron  du VIe siècle et un autel primitif siègent en son sein, témoignant d'un lieu de culte établi par la première vague de colons dès le VIIe siècle. Au Ve siècle, le sanctuaire prend de l'ampleur : il est doté d'une entrée monumentale, avec un propylée distyle in antis, des maisons des prêtres et salles d'attente. Son importance dans la vie religieuse de l'époque peut être estimée à la quantité de céramique trouvée sur place.
À l'époque archaïque, Sélinonte est, avec Géla et Agrigente, un des trois centres siciliens de production de terres cuites à vocation funéraire ou votive. Plus de 12 000 terres cuites funéraires furent découvertes dans le sanctuaire de la Malophoros. Des protomés de production locale y ont été retrouvés et témoignent de la volonté des artisans sélinontins d'affirmer leur autonomie. Des statuettes aux parures, produites aux alentours de -500, sont également présentes sur le site ; elles étaient probablement dédiées à la divinité.
Au IIIe siècle, le culte de Malophoros entre en concurrence avec celui de la déesse phénicienne Tanit : les Carthaginois, alors maître de la ville, syncrétisent les deux cultes.

#### Le sanctuaire de Zeus Meilichios
Au nord se trouve le sanctuaire de Zeus Meilichios (« doux comme le miel »), divinité de l'au-delà, dont le culte aurait été importé à Sélinonte par des Mégariens issus de regroupements familiaux. Des stèles votives dédiées à Zeus Meilichios étaient déposées dans le téménos. Nombre d'entre elles seraient liées à un rite de purification décrit dans une loi sacrée sélinontine.
Des représentations de banquets et des offrandes enterrées attestent le caractère chthonien du culte. Des hermès représentant un couple divin, sans doute Zeus Meilichios et Déméter Malophoros s'y trouvent également, vénérés comme protecteurs de la continuité familiale et de la survie de la cité.

#### Le sanctuaire d'Hécate

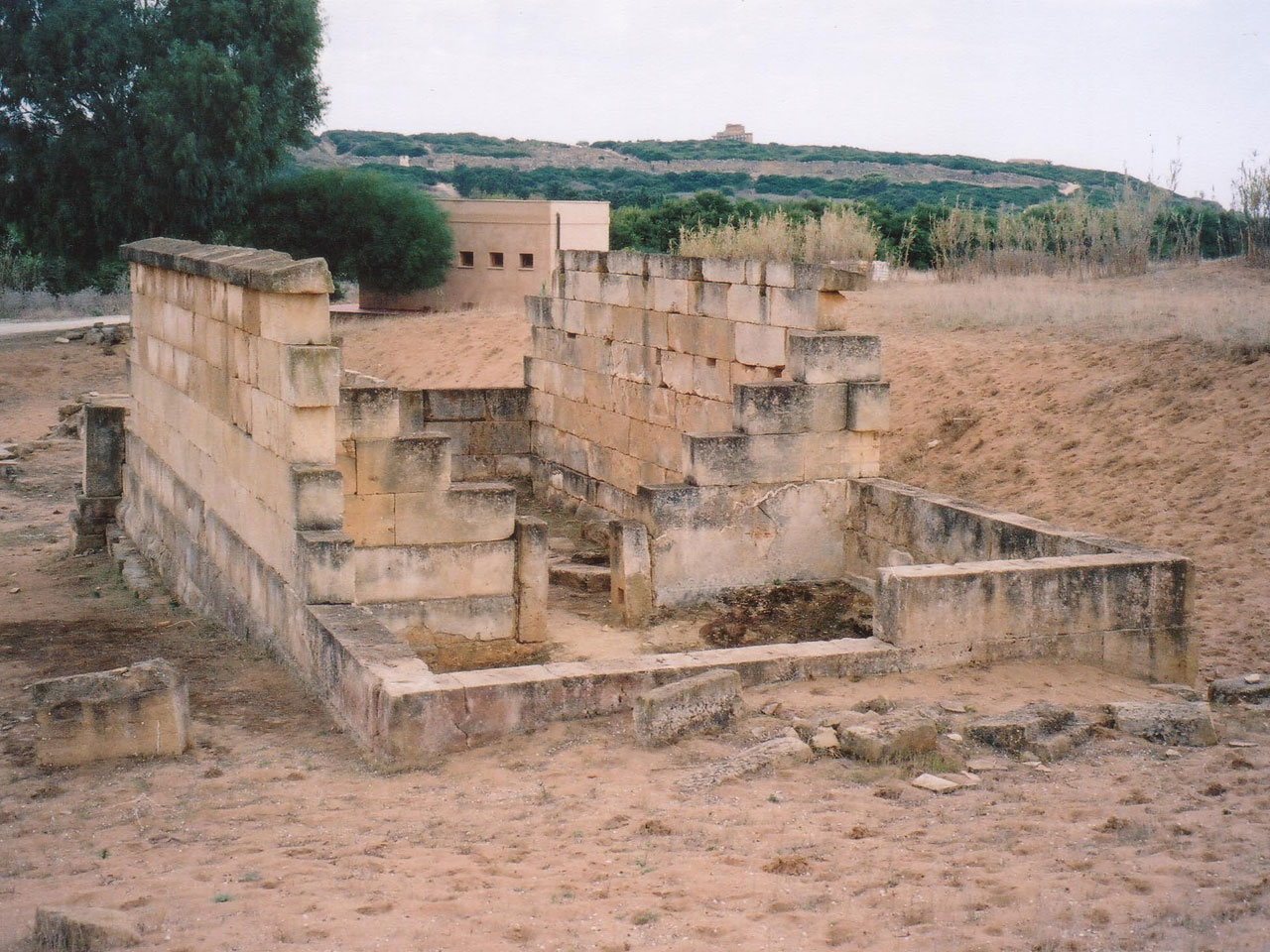
Temple dédié à Hécate jouxtant le sanctuaire de Déméter Malophoros.

Un sanctuaire dédié à la déesse lunaire Hécate se trouve à l'est du sanctuaire de la Malophoros,.

#### Le sanctuaire de Perséphone Pasikrateia
Un sanctuaire dédié à Perséphone Pasikratéia (la Toute-Puissante) est également situé sur la colline de Gaggera. Il s'agit ici aussi d'une déesse associée au culte des morts.

#### La nécropole de Manicalunga
Tout à l'ouest, une nécropole se trouve non loin du sanctuaire de Déméter Malophoros. Des aryballes de style protocorinthien y ont été découverts et permettraient de faire remonter la fondation de la ville à -650, sans qu'il y ait consensus parmi les spécialistes sur cette date.

### Carrières de Cusa

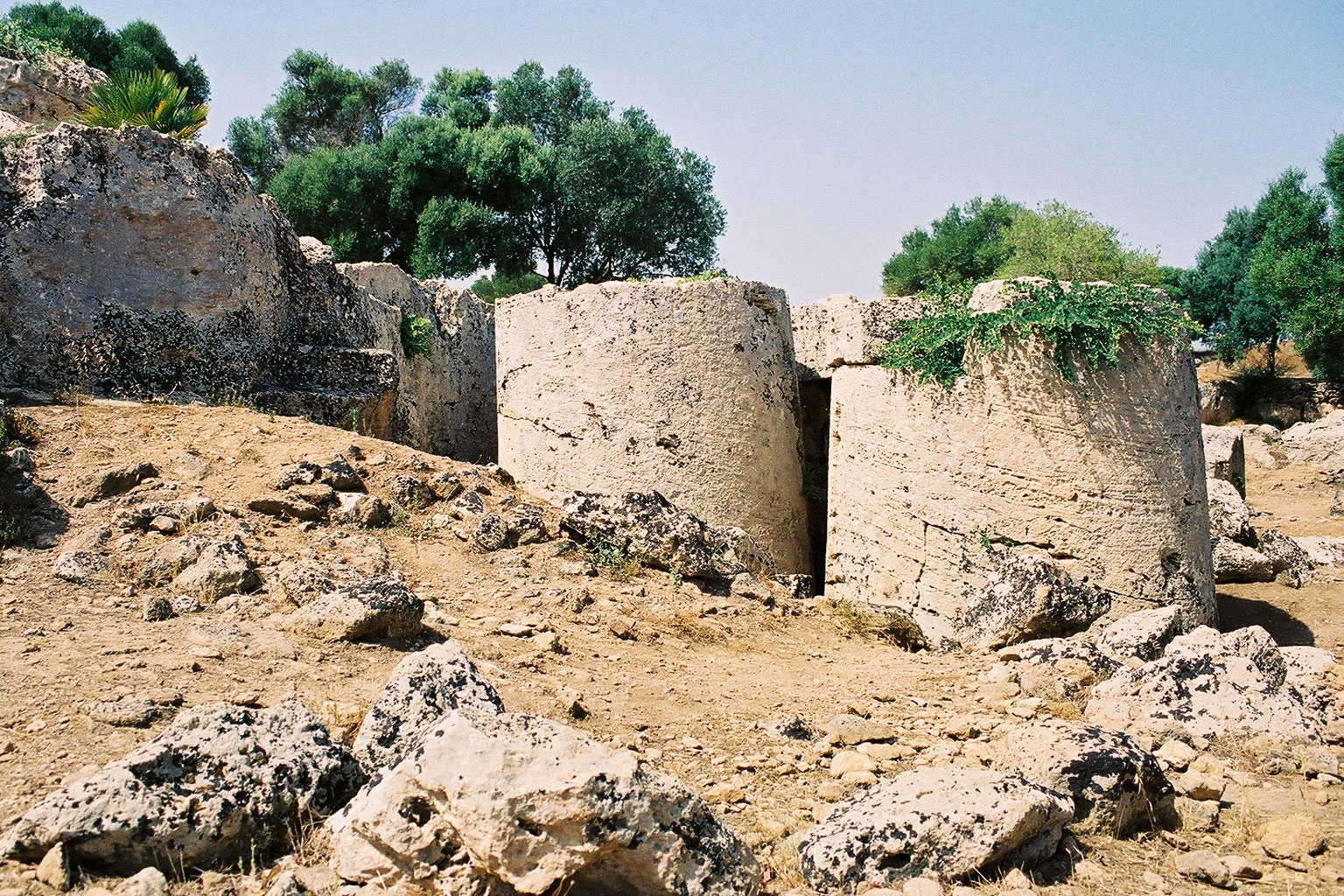
Carrières de Cusa.

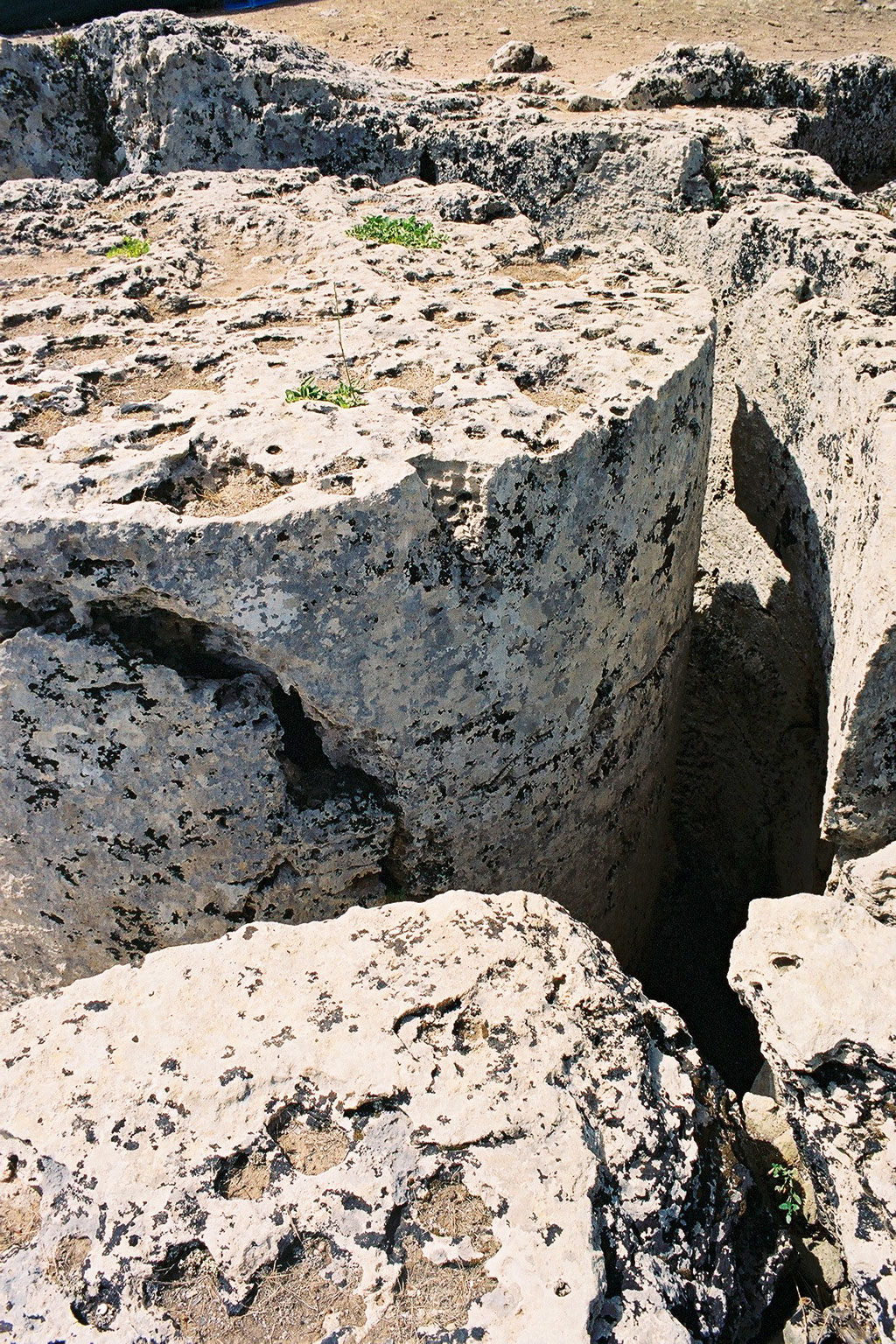
Tambours à destination du temple G.

Non loin de Sélinonte, sur la commune de Campobello di Mazara, s'étendent les carrières antiques de Cusa, couvrant un parc archéologique de 1 800 mètres de long, d'où provient l'essentiel du tuf calcaire utilisé pour la construction des temples et de la ville. Après en avoir fourni plus de 150 000 m3, les carrières furent brusquement abandonnées lors de la conquête punique en -409.
Destinés au temple G, 62 tambours de colonnes inachevés, encore sur leur socle rocheux ou abandonnés durant leur transport, restent sur les lieux : ils nous renseignent sur les méthodes d'extraction, de transport et de construction de l'époque. Pour extraire la roche, les Sélinontins creusaient des rainures sur un tracé circulaire, de 55 centimètres à la base et de 85cm au sommet, permettant le travail de l'ouvrier. Une dernière rainure était ménagée sous le bloc, dans laquelle étaient insérés des coins métalliques (cunei), enfoncés à la masse, qui achevaient de le détacher de la roche. Une fois extraits, les tambours étaient taillés au marteau et au burin, puis probablement cerclés de roues en bois et tirés par des chars à bœufs. Enfin, une fois la colonne établie, le grain du calcaire grossier était masquée par du stuc.

### Autres vestiges

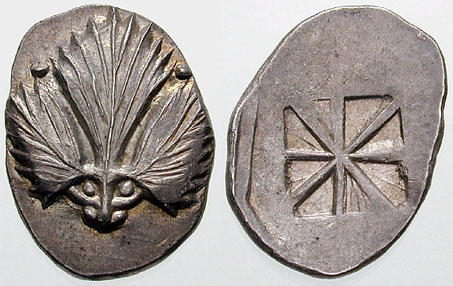
Statère de Sélinonte (argent 9,8 g). Feuille d'ache avec à la base une figure stylisée animalière. Au revers un carré creux divisé en huit compartiments triangulaires.

Les monnaies retrouvées à Sélinonte sont parmi les plus anciennes de Sicile. Sélinonte est, en effet, la première cité de l'île, avec Himère, à émettre de la monnaie, dans le deuxième quart du VIe siècle av. J.-C..
L'alphabet, de style corinthien, découvert sur différents supports daterait de la seconde moitié du VIIe siècle av. J.-C..
L'essentiel du mobilier découvert se trouve au Musée archéologique régional Antonino-Salinas de Palerme :
- des métopes sculptées[89] des temple G (-465/-450) et C ;
- une statue de bronze, l'éphèbe de Sélinonte, dont la réalisation se situe entre -480 et -460[89] ;
- des vases de terre cuite provenant du sanctuaire de Déméter Malophoros et de la nécropole.

## Postérité
Sélinonte est décrite dans l'Énéide de Virgile, poète du Ier siècle av. J.-C., comme « la ville des palmes ».
En 1890, dans La Vie errante, Guy de Maupassant décrit Sélinonte comme un « amas informe de pierres qui ne peut intéresser que les archéologues ou les âmes poétiques ».

## Accessibilité
Le site de Sélinonte est desservi par l'autoroute A29, la route côtière S115 et l'aéroport de Trapani-Birgi.